# الخط الزمني للصراع الفلسطيني الإسرائيلي (2024)
فيما يلي الخط الزمني لأحداث الصراع الفلسطيني الإسرائيلي في عام 2024. المقالة مرتبة حسب شهور السنة.

## يناير

### 1 يناير
- أعلنت إسرائيل أن جنديًا من وحدة النخبة ياهالوم قُتل في غزة، مما رفع عدد القتلى من الجيش الإسرائيلي هناك إلى 175.[1]
- وأعلنت وزارة الصحة في غزة أن 128 فلسطينيا على الأقل قتلوا في الهجمات الإسرائيلية خلال ال24 ساعة الماضية، ليرتفع عدد القتلى إلى 22313.[2]
- أدان مسؤول في الأمم المتحدة الهجوم الإسرائيلي على خان يونس والذي أدى إلى مقتل خمسة أشخاص، من بينهم طفل حديث الولادة، كانوا يحتمون في مستشفى الأمل.[3]
- وذكرت جمعية الهلال الأحمر الفلسطيني أن الهجمات الإسرائيلية تتزايد بالقرب من مستشفى الأمل.[4]

### 2 يناير
اغتيال صالح العاروري نائب رئيس المكتب السياسي لحماس. إلى جانب ستة أفراد آخرين من بينهم شخصيات بارزة في حركة حماس، جراء غارة جوية على حي الضاحية في بيروت، لبنان.
غارات عسكرية إسرائيلية في الضفة الغربية أسفرت عن مقتل خمسة فلسطينيين. قتل أربعة في عزون، وتم إطلاق النار على الخامس في قلقيلية خلال مداهمة، يزعم بعد فتح النار. وأصيب جندي من قوات الاحتلال بجروح متوسطة. وادعى جيش الاحتلال أن الرجال الأربعة في عزون تحصنوا في منزل وفتحوا النار. أكدت وزارة الصحة الفلسطينية القتلى، وأشارت إلى أن القوات الإسرائيلية أخذت الجثث. تكثفت العمليات في الضفة الغربية بعد هجوم بقيادة حماس على إسرائيل في 7 أكتوبر 2023. وفقا لالجيش الإسرائيلي ، حتى 2 يناير ، تم اعتقال أكثر من 2550 شخصا مطلوبا في الضفة الغربية ، بما في ذلك ما يقرب من 1300 شخص مرتبطين حماس. قتل 321 فلسطينيا في الضفة الغربية على يد القوات الإسرائيلية أو المستوطنين منذ 7 أكتوبر، وفقا لوزارة الصحة الفلسطينية.

### 3 يناير
- استشهاد 14 شخصا على الأقل في غارة جوية إسرائيلية غرب خان يونس.[11]
- وأعلنت وزارة الصحة في غزة أن 125 فلسطينيا استشهدوا في الهجمات الإسرائيلية خلال ال24 ساعة الماضية، ليرتفع عدد القتلى إلى 22438.[12]
- وقالت جمعية الهلال الأحمر الفلسطيني إن إسرائيل قصفت منزل مدير مركز إسعاف غزة المركزي.[13] كما أفادت بهجوم آخر على مستشفى الأمل أدى إلى مقتل شخص واحد.[14]

### 4 يناير
- وأفادت وزارة الصحة في غزة أن 126 فلسطينيا قتلوا في الهجمات الإسرائيلية خلال ال24 ساعة الماضية، ليصل عدد القتلى إلى 23210.[15]
- وقبل منتصف الليل بقليل، قُتل ما لا يقل عن 15 فلسطينيًا وجُرح عشرات آخرون في غارة جوية إسرائيلية على مبنى سكني في رفح.[16]

### 5 يناير
- ارتفاع عدد القتلى إلى 315 في الضفة الغربية، بما فيها القدس الشرقية، منذ 7 أكتوبر 2023. منذ أن بدأ مكتب تنسيق الشؤون الإنسانية في تسجيل الضحايا في عام 2005، فإن مقتل 507 فلسطينيين في الضفة الغربية في عام 2023 هو أكبر عدد من القتلى الفلسطينيين، كما هو الحال مع 36 إسرائيليًا قتلوا في الضفة الغربية وإسرائيل في عام 2023 في هجمات شنها فلسطينيون من الضفة الغربية.[17]
- وذكرت وزارة الصحة في غزة أن 162 فلسطينيا على الأقل قتلوا في الهجمات الإسرائيلية خلال ال24 ساعة الماضية، ليصل عدد القتلى إلى 22600.[18]
- وأعلنت شركة ميرسك مرة أخرى أنها ستتجنب إرسال السفن عبر البحر الأحمر وخليج عدن "في المستقبل المنظور" بسبب هجمات الحوثيين على سفنها.[19]
- نصبت كتائب القسام كمينًا لفرقة مشاة تابعة لجيش الاحتلال الإسرائيلي في بني سهيلا بخانيونس وزعمت أنها قتلت وجرحت عدة جنود.[20]
- واستشهاد خمسة فلسطينيين على الأقل في غارة جوية إسرائيلية على مخيم النصيرات.[21]
- ووردت أنباء عن قصف إسرائيلي بالقرب من مستشفى النصر.[22]

### 6 يناير
- استشهاد 22 شخصا في غارة جوية إسرائيلية على منزل في خان يونس خلال الساعات الأولى من الصباح.[23]
- وأعلنت إسرائيل عن مقتل ضابط من لواء ناحال في شمال غزة، ليصل عدد قتلى الجيش الإسرائيلي في غزة إلى 176.[24]
- إصابة مواطن نازح برصاص قناص إسرائيلي في صدره أمام مستشفى الأمل.[25]

### 7 يناير
- في 17 كانون الثاني/يناير، نشرت هيئة الإذاعة البريطانية (بي بي سي) تحقيقها في مقتل 7 رجال فلسطينيين بالقرب من جنين في غارات جوية إسرائيلية في 7 كانون الثاني/يناير. وأفادوا أن الأقارب والشهود والمسعفين قدموا "أدلة قوية" على أن الرجال لم يكونوا مسلحين ولم تقع اشتباكات متزامنة مع القوات الإسرائيلية. وربط الجيش الإسرائيلي الغارة بعملية سابقة في مخيم جنين قُتلت خلالها جندية وأشار إلى تصريحه في ذلك الوقت والذي جاء فيه "خلال العملية، قصفت طائرة خلية إرهابية ألقت متفجرات على المكان". القوات العاملة في المنطقة".[26][27]
- وقتل سبعة فلسطينيين على الأقل في غارة جوية بطائرة بدون طيار بينما قتل ضابط شرطة إسرائيلي في انفجار قنبلة على جانب الطريق خلال غارة إسرائيلية في جنين.[28]
- وأعلن الدفاع المدني في غزة أن ما لا يقل عن 8000 شخص في عداد المفقودين في غزة، ويفترض أنهم مدفونون تحت أنقاض المباني المدمرة.[29]
- وأفادت وزارة الصحة في غزة أن 113 فلسطينيا على الأقل قتلوا في الهجمات الإسرائيلية خلال ال24 ساعة الماضية، ليصل عدد القتلى إلى 22835.[30]
- أعلنت المقاومة الإسلامية في العراق مسؤوليتها عن هجوم على قاعدة إسرائيلية في مرتفعات الجولان وهجوم بصواريخ كروز على "هدف حيوي" في خليج حيفا.[31][32]

### 8 يناير
- أعلنت وزارة الصحة في غزة أن 249 فلسطينيا على الأقل قتلوا في الهجمات الإسرائيلية خلال ال24 ساعة الماضية، ليصل عدد القتلى إلى 23084.[33]
- واستشهد ثلاثة فلسطينيين برصاص قوات الاحتلال الإسرائيلي أثناء توغلها في طولكرم.[34]
- وبحسب ما ورد أطلقت طائرات بدون طيار النار على أشخاص بالقرب من مستشفى الأقصى.[35]

### 9 يناير
- أعلنت وزارة الصحة في غزة أن 156 فلسطينيا على الأقل قتلوا في الهجمات الإسرائيلية خلال الـ 24 ساعة الماضية، ليرتفع عدد القتلى إلى 21978.[36]
- استشهد مساء اليوم 15 فلسطينيا، جراء غارة جوية إسرائيلية على مبنى سكني في دير البلح.[37]
- نشرت إيران السفينة الحربية البرز في مضيق باب المندب ردا على مقتل 10 مقاتلين حوثيين على يد القوات الأمريكية في اليوم السابق.[38]
- ونشرت وزارة الصحة التركية على موقع إكس أنها استقبلت 292 جريحًا ومريضًا من غزة لتلقي العلاج.[39]
- وأعلن الجيش الإسرائيلي أنه سيسحب قواته جزئيا من غزة ويتحول نحو عمليات أكثر استهدافا ضد حماس.[40]

### 10 يناير
- ظهرت مقاطع فيديو تظهر القوات الإسرائيلية وهي تطلق النار على صبي يبلغ من العمر 17 عامًا وتدهس مراراً وتكراراً جثة رجل أطلقت عليه النار، مما يزيد من الاتهامات بشأن استخدام القوة المميتة دون استفزاز. [41]
- وأفادت وزارة الصحة في غزة أن 147 فلسطينيا قتلوا في الهجمات الإسرائيلية خلال الـ 24 ساعة الماضية، ليصل عدد القتلى إلى 23357. [42]
- وقُتل ما لا يقل عن أربعين شخصًا في قصف إسرائيلي بالقرب من مدخل مستشفى الأقصى. [43]
- أفاد الهلال الأحمر الفلسطيني أن غارة جوية إسرائيلية قتلت أربعة مسعفين ومريضين في سيارة إسعاف. [44]
- وذكرت وزارة الصحة في غزة أنها تحقق في الإصابات الناجمة عن الأسلحة المحرمة دولياً، وحذرت من أن 800 ألف شخص في شمال غزة "حكم عليهم بالإعدام" بسبب انهيار نظام الرعاية الصحية. [45]

### 11 يناير
- رفعت جنوب إفريقيا دعوى أمام محكمة العدل الدولية تتهم فيها إسرائيل بارتكاب "إبادة جماعية" في غزة.[46]
- تستمع محكمة العدل الدولية إلى البيانات الافتتاحية في القضية التي تتهم فيها جنوب إفريقيا إسرائيل بارتكاب إبادة جماعية تقودها الدولة ضد الفلسطينيين. وتنفي إسرائيل هذا الاتهام.[47]
- استشهد تسعة فلسطينيين وأصيب آخرون في غارة جوية إسرائيلية مساء على منزل في حي الشوكة بمدينة رفح.[48]
- استشهاد 112 فلسطينيا في الهجمات الإسرائيلية خلال ال 24 ساعة الماضية، ليرتفع عدد القتلى إلى 23469.[49]

### 12 يناير
- أعلنت وزارة الصحة في غزة أن 151 فلسطينيا قضوا في الهجمات الإسرائيلية خلال ال 24 ساعة الماضية، ليرتفع عدد القتلى إلى 23708.[50]
- استشهاد 11 فلسطينيا بقصف جوي إسرائيلي استهدف منزلا يأوي نازحين جنوب دير البلح.[51]
- استشهاد ثمانية فلسطينيين على الأقل في غارة جوية إسرائيلية على حي المنارة في خان يونس.[52]
- ذكرت الأمم المتحدة أن إسرائيل تمنع وصول الإمدادات الطبية إلى شمال غزة.[53]
- الأطفال الخدج يواجهون خطر الموت في مستشفى شهداء الأقصى بسبب انقطاع التيار الكهربائي.[54]

### 14 يناير
- ألقى نتنياهو خطابا بمناسبة مرور 100 يوم على الحرب على غزة قائلا "لن يوقفنا أحد. لا لاهاي ولا محور الشر، لا أحد". في إشارة إلى محاكمة الإبادة الجماعية التي تواجهها إسرائيل في محكمة العدل الدولية.[55][56]
- فتحت قوات الاحتلال النار على المدنيين الفلسطينيين الذين كانوا يحاولون الوصول إلى الكمية المحدودة من المساعدات الإنسانية في غزة.[57]
- ودعا تيدروس أدهانوم غيبريسوس إلى حماية ما تبقى من مستشفيات غزة.[58]

### 15 يناير
- استشهد ما لا يقل عن 33 فلسطينيا في غارات جوية إسرائيلية صباح اليوم على منازل في خان يونس. واستشهاد 22 آخرين في غارات جوية على وسط قطاع غزة في صباح اليوم نفسه.
- قام رجلان فلسطينيان من الخليل بتنفيذ هجوم دهس في رعنانا على إسرائيليين،[59] مما أسفر عن مقتل امرأة وإصابة 17 مدنيًا بينهم أطفال.[60]

- وأفادت وزارة الصحة في غزة أن 132 فلسطينيا على الأقل استشهدوا في الهجمات الإسرائيلية خلال ال 24 ساعة الماضية، ليصل عدد القتلى في غزة إلى 24100.[61]
- هاجم مستوطنون مسلحون، قرية بورين الفلسطينية، جنوب نابلس، بعد منتصف الليل.[62]
- جرفت قوات الاحتلال الإسرائيلي منزلين فلسطينيين خلال مداهمة منتصف الليل في قلقيلية.[62]
- واستشهد ما لا يقل عن 25 فلسطينيا في غارات جوية إسرائيلية مساء على قطاع غزة.[62]
- وأظهر مقطع فيديو نشرته كتائب القسام مقتل رهينتين إسرائيليتين في غارات جوية إسرائيلية.[63]

### 16 يناير
- قالت وزارة الصحة في غزة إن 158 فلسطينيا على الأقل استشهدوا في الهجمات الإسرائيلية خلال ال 24 ساعة الماضية. كما تم انتشال بعض الجثث من تحت الأنقاض في شمال قطاع غزة، ليرتفع عدد القتلى إلى 24285.[64]
- وأفاد مكتب تنسيق الشؤون الإنسانية التابع للأمم المتحدة أن 378,000 شخص في غزة يواجهون "المرحلة الخامسة" أو مستويات الجوع الكارثية وأن 939,000 آخرين يواجهون "المرحلة الرابعة" أو مستويات الطوارئ من الجوع.[65]
- وأدى القصف من هجوم قريب إلى تدمير مستشفى الأمل.[66]
- وأفادت منظمة الصحة العالمية عن ارتفاع في حالات التهاب الكبد الوبائي (أ) في غزة.[67]
- وأفادت وزارة الصحة أن 350 ألف مريض مصاب بأمراض مزمنة حرموا من الأدوية.[68]
- وأفاد مكتب الأمم المتحدة لتنسيق الشؤون الإنسانية أن "نقص الوقود اللازم للمياه والصرف الصحي والنظافة يزيد من مخاطر المخاطر الصحية والبيئية"، في حين أن "نقص الأدوية أدى إلى إضعاف وظائف المستشفيات الستة التي تعمل جزئيا".[69]

### 17 يناير
- استشهاد ما لا يقل عن 23 فلسطينيا في غارات جوية في الصباح في رفح وخانيونس.[70]
- واستشهد أربعة فلسطينيين في غارة إسرائيلية بطائرة بدون طيار في طولكرم. وأدت غارة إسرائيلية أخرى بطائرة بدون طيار إلى استشهاد ثلاثة فلسطينيين في نابلس.[70]
- استهدف فلسطينيون جرافة إسرائيلية بعبوة ناسفة في طولكرم، بعد أن دمرت الجرافات الإسرائيلية الشوارع والبنية التحتية في المدينة.[70]
- وأدت غارة إسرائيلية لطائرة بدون طيار على سيارة في مخيم بلاطة إلى استشهاد فلسطيني. وقالت جمعية الهلال الأحمر الفلسطيني إن القوات الإسرائيلية أطلقت النار على سيارات الإسعاف التي كانت تحاول الوصول إلى السيارة المحترقة.[71]
- وقال الجيش الأردني إن المستشفى العسكري الميداني في خان يونس تعرض لأضرار بالغة جراء القصف الإسرائيلي في مكان قريب.[72]
- وأفادت وزارة الصحة في غزة أن 168 فلسطينيا قضوا في الهجمات الإسرائيلية خلال ال 24 ساعة الماضية، ليرتفع عدد القتلى إلى 24448.[70]
- أفادت إسرائيل أن جنديين من اللواء المدرع 14 وثالث من لواء جفعاتي قُتلوا خلال القتال في غزة، مما رفع عدد القتلى في صفوف الجيش الإسرائيلي إلى 193.[73][74]
- واتهمت والدة أسير متوفى الجيش الإسرائيلي بقتل ابنها عن طريق ملء النفق الذي كان محتجزا فيه بالغاز السام.[75]
- ونسفت قوات الاحتلال جامعة الإسراء في مدينة غزة.[76]
- وتعرض المستشفى الميداني الأردني في خان يونس لأضرار جسيمة جراء القصف الإسرائيلي.[77]

### 18 يناير
- استشهاد 16 فلسطينيا جراء القصف الإسرائيلي على مدينة رفح في الصباح.[78]
- وأفادت وزارة الصحة في غزة أن 172 فلسطينيا قتلوا في الهجمات الإسرائيلية خلال ال 24 ساعة الماضية، ليرتفع عدد القتلى إلى 24620.[79]
- اعتقلت قوات الاحتلال الإسرائيلي 46 فردا من عائلة واحدة في قرية تقوع شمال بيت لحم.[80]
- استشهد ستة فلسطينيين في غارة إسرائيلية على طولكرم.[80]
- واشتبكت كتائب شهداء الأقصى مع قوات الاحتلال الإسرائيلي في مدينتي زواتا غرب نابلس وقلقيلية، مما أدى إلى إصابة ضابط من حرس الحدود الإسرائيلي.[81]
- نظمت عائلات الأسرى في غزة احتجاجا وأغلقت طريق أيالون السريع في تل أبيب.[82]
- واتهمت وزارة الخارجية الفلسطينية إسرائيل بارتكاب 15 "مجزرة" راح ضحيتها 172 شخصا خلال 24 ساعة تحت غطاء قطع الاتصالات في قطاع غزة.[82]
- وقال رئيس الوزراء الإسرائيلي بنيامين نتنياهو للبيت الأبيض إنه يرفض أي تحركات "لإقامة دولة فلسطينية".[82]

### 19 يناير
- مقتل الفتى الفلسطيني الأمريكي توفيق عبد الجبار، 17 عاما.
- أعلنت إسرائيل عن مقتل جندي من لواء جفعاتي في اليوم السابق أثناء القتال في جنوب غزة، ليصل عدد القتلى في الجيش الإسرائيلي إلى 194.[83]
- استشهاد خمسة فلسطينيين في غارة جوية إسرائيلية على مبنى سكني غرب خان يونس.[84]
- وأدت غارة جوية إسرائيلية على مبنى سكني بالقرب من مستشفى الشفاء إلى مقتل 12 شخصا وإصابة آخرين.[82]
- نشرت كتائب الناصر صلاح الدين، مقطع فيديو لأسير إسرائيلي زعمت أنه قُتل بغارة جوية إسرائيلية في قطاع غزة.[85][86]
- ذكرت الأردن أن إسرائيل استهدفت المستشفى الميداني مرة أخرى، وأطلقت النار داخله على العاملين في المستشفى.[87]
- أفادت وزارة الصحة في غزة أن 142 فلسطينيا قضوا في الهجمات الإسرائيلية خلال ال 24 ساعة الماضية، ليرتفع عدد القتلى إلى 24762.[88]
- استمرار الحصار الإسرائيلي لمدينة طولكرم لأكثر من 40 ساعة، في محاولة لاجتثاث المقاومة في المدينة.[82]
- وذكر الهلال الأحمر أن قوات الاحتلال أطلقت النار على نازحين في مستشفى الأمل ما أدى إلى إصابتهم.[89]

### 20 يناير
- إصابة شاب فلسطيني (20 عاما)، برصاص قوات الاحتلال الإسرائيلي خلال اقتحام منطقة رفيديا، غرب نابلس.[90]
- اندلعت اشتباكات بين قوات الاحتلال وفلسطينيين في مخيم بلاطة، ودمرت جرافة تابعة للجيش الإسرائيلي البنية التحتية المدنية.[86]
- قصف جيش الاحتلال منطقة الكتيبة وحي الأمل بمدينة خان يونس.[86]
- صرحت وزارة الصحة بغزة أن "المساعدات التي تدخل قطاع غزة لا تلبي الاحتياجات الصحية الأساسية. نحاول التفريق بين الحالات بين الجرحى والمرضى لإنقاذ من نستطيع".[91]
- وبحسب ما ورد تركزت الغارات الجوية في خان يونس في المناطق المحيطة بمجمع ناصر الطبي والمستشفى الميداني الأردني.[92]

### 21 يناير
- أفادت وزارة الصحة في غزة أن 178 فلسطينيا استشهدوا في الهجمات الإسرائيلية خلال ال 24 ساعة الماضية، ليصل عدد القتلى إلى 25105.[93]
- أعلنت إسرائيل مقتل جندي من لواء كرياتي في القتال في غزة، مما رفع عدد القتلى في صفوف الجيش الإسرائيلي إلى 195.[94]
- ونظمت مظاهرة في تل أبيب للمطالبة بالإفراج عن أسرى حماس وإجراء انتخابات لاستبدال حكومة نتنياهو.[95]
- قصفت إسرائيل الجزء الشرقي من مخيم جباليا، ما أدى إلى مقتل أربعة فلسطينيين وإصابة 21 آخرين، بحسب جمعية الهلال الأحمر الفلسطيني.[95]

### 22 يناير
- أفادت وزارة الصحة في غزة أن 190 فلسطينيا استشهدوا في الهجمات الإسرائيلية خلال ال 24 ساعة الماضية، ليرتفع عدد الشهداء إلى 25295.[96]
- أعلنت إسرائيل أن ثلاثة جنود من لواء المظليين قتلوا أثناء القتال في قطاع غزة،[97] في حين قُتل ما لا يقل عن 21 جنديًا في عملية المغازي، ليصل إجمالي عدد القتلى من جيش الاحتلال في غزة إلى 219.[98][99]
- وأفاد الهلال الأحمر عن مقتل ما لا يقل عن 50 شخصا جراء الهجمات الإسرائيلية في غرب خان يونس.[100]
- وحذرت مصر إسرائيل من أن أي محاولة للسيطرة على ممر فيلادلفيا ستسبب "تهديدا خطيرا" للعلاقات الدبلوماسية بين البلدين.[101]
- ادعت كتائب الشهيد أبو علي مصطفى التابعة لكتائب شهداء الأقصى أنها نفذت هجوما جنوب جنين.[102]
- واقتحم متظاهرون مبنى الكنيست لمطالبة الحكومة الإسرائيلية ببذل المزيد من الجهود لضمان إطلاق سراح الأسرى المحتجزين في قطاع غزة.[20]
- ووفقا لمكتب الأمم المتحدة لتنسيق الشؤون الإنسانية، داهمت القوات الإسرائيلية مستشفى الخير غرب خان يونس، واعتقلت الموظفين وأمرت المدنيين في المستشفى بالتحرك جنوبا.[103]
- وأفاد الهلال الأحمر الفلسطيني بتعرض مستشفى ناصر للقصف.[104] وأفاد أيضا أن جيش الاحتلال كان يهاجم مركز الإسعاف التابع له في خان يونس وفقد الاتصال بالموظفين هناك، مما منع المسعفين من الوصول إلى الجرحى.[105][106][107]

### 23 يناير
- أفادت وزارة الصحة في غزة أن 195 فلسطينيا استشهدوا في الهجمات الإسرائيلية خلال ال 24 ساعة الماضية، ليصل عدد القتلى إلى 25490. [108]
- وأطلق جيش الاحتلال قذائف مدفعية على مستشفى الأمل ومقر جمعية الهلال الأحمر الفلسطيني في خان يونس، مما أدى إلى استشهاد فلسطيني.
- اقتحم مستوطنون إسرائيليون المسجد الأقصى بحماية شرطة الاحتلال، وأضرموا النار في معرض للسيارات بالقرب من قرية بيتين شرق رام الله.[109]
- دعت حماس الأمم المتحدة والصليب الأحمر ومنظمة الصحة العالمية إلى التدخل "فورا" و"تحمل مسؤولياتهم" لوقف الهجمات الإسرائيلية على مستشفيات غزة.[110]
- وقالت حماس إن مقاتليها استولوا على ثلاث طائرات مسيرة جنوب حي الزيتون وفجروا حقل ألغام استهدف مركبات إسرائيلية في جحر الديك.[111]

### 24 يناير
- أفادت وزارة الصحة في غزة أن ما لا يقل عن 210 فلسطينيين قتلوا وأصيب 354 آخرون في الهجمات الإسرائيلية خلال ال 24 ساعة الماضية، ليصل عدد القتلى إلى 25700.[112][113]
- قُتل ما لا يقل عن 13 شخصا وأصيب 56 آخرون بعد أن قصفت إسرائيل مركز تدريب تابع للأونروا.[114]
- وبحسب ما ورد قُتل الأشخاص الذين فروا من مستشفى ناصر بنيران الدبابات والمسيرات الإسرائيلية.[115]
- قُتل ثلاثة مدنيين في غارة جوية على مقر جمعية الهلال الأحمر الفلسطيني.[116]
- وأفاد الهلال الأحمر أن جيش الاحتلال فرض حظر التجول على مستشفى الأمل.[117]

### 25 يناير
- ذكرت وزارة الصحة في غزة أن ما لا يقل عن 200 فلسطيني قتلوا في الهجمات الإسرائيلية خلال ال 24 ساعة الماضية، ليصل عدد القتلى إلى 25900.[118]
- وقالت الأمم المتحدة إن 12 شخصا قتلوا بنيران دبابة على ملجأ تابع للأمم المتحدة يأوي آلاف المدنيين النازحين في خان يونس. ونفت إسرائيل مسؤوليتها وقالت إنها تحقق في الحادث.[119]
- دعا مئات المتظاهرين حكومة نتنياهو إلى تأمين الإفراج الفوري عن الأسرى المحتجزين في قطاع غزة، وأغلقوا طريق أيالون السريع في تل أبيب قبل أن يتجمعوا خارج مقر الجيش الإسرائيلي القريب.[120]
- استشهد أربعة أطفال في قصف إسرائيلي استهدف منطقة سكنية في مخيم النصيرات.[120]
- قُتل 20 فلسطينيًا وأصيب 150 بجروح خطيرة،[121] بعد أن فتحت قوات الاحتلال النار على حشد من الناس يتجمعون لتلقي المساعدات الإنسانية عند دوار في مدينة غزة.[122]
- نفذت الجهاد الإسلامي والجبهة الشعبية لتحرير فلسطين هجوما مشتركا استهدف خط إمداد إسرائيلي في المحافظة الوسطى بقطاع غزة.[123]
- اعتدت قوات الاحتلال الإسرائيلي على أفراد من الشرطة الفلسطينية في ساحة المهد بمدينة بيت لحم.[124]
- وأفادت وزارة الصحة في غزة عن قصف وقع بالقرب من مستشفى ناصر.[125]
- وأفاد مكتب الأمم المتحدة لتنسيق الشؤون الإنسانية أن ثلاثة مستشفيات ومركز إسعاف تابع للهلال الأحمر محاصران.[126]

### 26 يناير
- تقوم الأونروا بالتحقيق في مزاعم تورط اثني عشر من موظفيها في عملية طوفان الأقصى، في أعقاب تقارير عن وجود روابط واسعة النطاق بين موظفي الأونروا في غزة والجماعات المسلحة. وتشير نتائج الاستخبارات إلى أن حوالي 1200 موظف في الأونروا في غزة لديهم صلات مع حماس والجهاد الإسلامي، منهم 190 مسلحين.[127][128][129]
- ويتورط العديد من الموظفين، بما في ذلك معلمو المدارس، في الخدمات اللوجستية وشراء الأسلحة والمشاركة المباشرة في الهجمات.[127][128]
- وقامت الأونروا بفصل الموظفين المتورطين وفتحت تحقيقا.[130][131] وقد أدى هذا الجدل إلى قيام العديد من الدول بوقف تمويل الأونروا، في انتظار المزيد من التطورات.[132][133][134]
- وأعلنت وزارة الصحة في غزة أن 183 فلسطينيا قتلوا في الهجمات الإسرائيلية خلال ال 24 ساعة الماضية، ليرتفع عدد القتلى إلى 26083.[135]
- وأعلنت إسرائيل أن جنديا من فيلق الهندسة القتالية قُتل أثناء القتال في غزة، ليصل عدد القتلى هناك إلى 220.[136]
- أطلق الجهاد الإسلامي صواريخ استهدفت خمسة مواقع في جنوب إسرائيل، بما في ذلك عسقلان ونير عام وسديروت، بينما أطلقت كتائب المجاهدين صواريخ على ما زعمت أنه مقر للجيش الإسرائيلي لـ "لواء الشمال" التابع لفرقة غزة وعلى ناحال عوز.[137]
- وقال متحدث باسم وزارة الصحة في غزة إن إسرائيل تتعمد شل مستشفيي الأمل وناصر.[138]
- وأسفرت غارة جوية إسرائيلية ليلا على منزل في حي الحصاينة بمخيم النصيرات عن مقتل 11 شخصا على الأقل.[121]
- أفاد الهلال الأحمر الفلسطيني عن وقوع قصف لليوم الثالث على مقره.[139]
- وأفادت التقارير أن بوابة مستشفى الأمل أصيبت بنيران الدبابات الإسرائيلية.[140]

### 27 يناير
- أفادت وزارة الصحة في غزة أن 174 فلسطينيا قتلوا في الهجمات الإسرائيلية خلال ال 24 ساعة الماضية، ليرتفع عدد القتلى إلى 26257.[141]
- وأشار الرئيس التنفيذي للاتحاد الدولي للصليب الأحمر إلى أن "القتال العنيف يتواصل في محيط مستشفى الأمل التابع للهلال الأحمر الفلسطيني في خان يونس، ما أدى إلى وقوع عدة إصابات، وعرقلة وصول فرق الهلال الأحمر الفلسطيني إلى المحتاجين". [142]
- وورد أن القناصة خارج مستشفى الأمل يمنعون أي شخص من مغادرة المستشفى.[143]
- وذكر مدير مستشفى ناصر أن 95 بالمائة من الموظفين قد تم إجلاؤهم.[144]
- وذكرت وزارة الصحة في غزة أن طائرات بدون طيار إسرائيلية دمرت خزانات المياه الخاصة بمستشفى ناصر.[145]
- وأدان الهلال الأحمر اعتداءات إسرائيل على مستشفى الأمل.[146]

### 28 يناير
- أفادت وزارة الصحة في غزة أن 165 فلسطينيا على الأقل قتلوا في الهجمات الإسرائيلية خلال ال 24 ساعة الماضية، ليصل عدد القتلى إلى 26422.[147]
- ونظمت مظاهرة في تل أبيب للمطالبة باستقالة نتنياهو وإجراء انتخابات مبكرة، واعتقلت الشرطة بعض المتظاهرين.[148]
- وقالت كتائب القسام إن مقاتليها استهدفوا بنجاح دبابتي ميركافا بقذيفتي ياسين 105 آر بي جي في منطقة جورة العقاد غرب خانيونس، واثنتين أخريين.
- تعرضت دبابات الميركافا لقصف بقذائف آر بي جي في حي الأمل.[148]

### 29 يناير
- مقتل هند رجب: قُتلت فتاة فلسطينية تبلغ من العمر ست سنوات من مدينة غزة برصاص جيش الاحتلال، بعد أن كانت الناجية الوحيدة من نيران الدبابات الإسرائيلية على السيارة التي هربت فيها مع ستة من أقاربها.[149][150]
- وأفادت وزارة الصحة في غزة أن 215 فلسطينيا على الأقل قتلوا في الهجمات الإسرائيلية خلال ال 24 ساعة الماضية، ليصل عدد القتلى إلى 26637.[151]
- مجزرة دوار النابلسي استشهاد ما لا يقل عن 118 مدنيا فلسطينيا وجُرح ما لا يقل عن 760 بنيران قوات الاحتلال أثناء انتظارهم للمساعدات. وتوفي البعض متأثرين بجراحهم نتيجة طلقات نارية، والبعض الآخر بسبب الذعر الجماعي.[152]

### 30 يناير
- اقتحم جنود الاحتلال بملابس مدنية مستشفى ابن سينا التخصصي في جنين بالضفة الغربية، وقتلوا ثلاثة فلسطينيين، من بينهم قائد في حماس. وذكر الجيش الإسرائيلي أن الأفراد كانوا متورطين في أنشطة مسلحة، وأن القائد خطط لهجوم إرهابي باستخدام المستشفى كمخبأ. واتهمت السلطات الفلسطينية إسرائيل بارتكاب "مذبحة داخل المستشفيات". وقالت حماس إن القوات الإسرائيلية "أعدمت ثلاثة مقاتلين" بينما قالت حركة الجهاد الإسلامي الفلسطينية إن اثنين من المسلحين الذين قتلوا هما من أعضائها.[153][154]
- وأفادت وزارة الصحة في غزة أن 114 فلسطينيا قتلوا في الهجمات الإسرائيلية خلال ال 24 ساعة الماضية، ليصل عدد القتلى إلى 26,751، من بينهم ما لا يقل عن 11,000 طفل.[155]

### 31 يناير
- أفادت وزارة الصحة في غزة أن الغذاء قد نفد من مجمع ناصر الطبي ومستشفى الأمل.[156]

## فبراير

### 3 فبراير
- أفادت وزارة الصحة في غزة أن 107 فلسطينيين قتلوا في الهجمات الإسرائيلية خلال ال 24 ساعة الماضية، ليرتفع عدد القتلى إلى 27238.[157]
- نُقل شابان فلسطينيان في العشرينات من العمر إلى المستشفى بعد اعتداء قوات الاحتلال عليهما خلال مداهمة في جنين.[158]

### 10 فبراير
- أعلنت المقاومة الإسلامية في العراق مسؤوليتها عن هجوم على هدف غير محدد قرب البحر الميت.[159]
- نظم مواطنون من الضفة الغربية مظاهرة مناهضة لإسرائيل في نابلس.[159]
- اشتبكت كتائب شهداء الأقصى مع قوات الاحتلال الإسرائيلي في بلدة الفارعة بطوباس.[159]

### 11 فبراير
- قُتل فلسطيني برصاص جندي إسرائيلي في البلدة القديمة بالقدس بعد أن حاول طعن ضابط. وفي حادث ثان بالقرب من مستوطنة بيتار عيليت الإسرائيلية في الضفة الغربية، أطلق جندي إسرائيلي النار على فلسطيني حاول طعنه.[160][161]

- وقالت وزارة الصحة في غزة إن 112 فلسطينيا قتلوا في هجمات إسرائيلية خلال الـ24 ساعة الماضية، ليرتفع عدد القتلى إلى 28176.[162]
- قالت كتائب القسام عبر تليجرام إن الغارات الإسرائيلية في غزة أدت إلى مقتل رهينتين إسرائيليين وإصابة ثمانية آخرين بجروح خطيرة خلال الـ96 ساعة الماضية.[163]
- وقال نتنياهو إن إسرائيل "تعمل على وضع خطة مفصلة" لنقل الفلسطينيين إلى مناطق شمال رفح قبل هجوم بري متوقع على المدينة.[164]
- قال قيادي كبير في حركة حماس إن أي هجوم بري إسرائيلي على رفح من شأنه أن ينهي محادثات التفاوض بشأن الأسرى.[165]
- شن مسلحون مجهولون هجوما بطائرة مسيرة استهدف القوات الأميركية في موقع كونوكو لدعم المهمة في محافظة دير الزور السورية.[166]
- ألقت طائرة أردنية على متنها الملك عبد الله الثاني مساعدات إنسانية على قطاع غزة.[167]

### 12 فبراير
- قال جيش الدفاع الإسرائيلي إنه تمكن من إنقاذ رهينتين كانا محتجزين في رفح,[168] ونفذت "موجات من الهجمات" في المدينة.[169] وقال مسؤولون صحيون محليون إن 67 شخصا قتلوا وأصيب العشرات.[170][171] Israeli forces hit houses, hospitals and three mosques.[172]
- أطلقت قوات الاحتلال الإسرائيلي النار على شاب فلسطيني في بلدة بتير غرب بيت لحم، ما أدى إلى إصابته.[172]
- وأعلنت إسرائيل أن جنديين من وحدة ماجلان قتلا أثناء القتال في غزة، ما يرفع حصيلة قتلى جيش الدفاع الإسرائيلي هناك إلى 229.[173]
- وأعلنت كتائب القسام عن مقتل ثلاثة رهائن وإصابة ثمانية آخرين خلال الغارات الجوية الإسرائيلية.[174]
- قال المسؤول الكبير في كتائب حزب الله ورئيس أركان الحشد الشعبي أبو فدك المحمداوي إن "الانتقام الأعظم" للضربة الأمريكية في السابع من فبراير سيكون طرد "القوات الأجنبية" من العراق.[175]

- أطلقت حركة المجاهدين الفلسطينية صواريخ من قطاع غزة على جنوب إسرائيل.[175]

- دخل مستوطنون إسرائيليون من مستوطنة ريحاليم قرية الساوية وهاجموا رعاة الأغنام برشقهم بالحجارة. كما دخلت مجموعة أخرى من مستوطني يتسهار قرية مادما، فلسطين، وهاجموا منازل وحطموا نوافذها.[176]
- أطلقت قوات الاحتلال الإسرائيلي النار في قرية عصيرة القبلية جنوب نابلس، ما أدى إلى إصابة شاب وفتى (16 عاما) بجروح خطيرة.[177]
- وزعم نائب رئيس المركز الروسي للمصالحة في سوريا أن سلاح الجو الإسرائيلي نفذ غارة جوية استهدفت مطار النيرب في حلب.[178]

### 13 فبراير
- أعلنت إسرائيل أن ثلاثة جنود من فرقة غزة قتلوا أثناء القتال في غزة في اليوم السابق، مما رفع حصيلة قتلى جيش الدفاع الإسرائيلي هناك إلى 232,[179] وأصيب جنديان آخران.[180]
- وقالت وزارة الصحة في غزة إن 133 فلسطينيا قتلوا في هجمات إسرائيلية خلال الـ24 ساعة الماضية، ليرتفع عدد القتلى إلى 28473.[181]
- قناصة الاحتلال يقتلون ثلاثة أشخاص في مستشفى ناصر,[182] في حين توفيت طفلة تبلغ من العمر 10 سنوات في غرفة العناية المركزة بالمستشفى بعد انقطاع الكهرباء طوال الليل.[180]
- إسرائيل تشعل النار في شاحنة فلسطينية في حوارة.[180]
- أطلق حزب الله صواريخ موجهة مضادة للدبابات استهدفت كريات شمونة، ما أدى إلى إصابة إسرائيليين اثنين. كما أطلق صواريخ استهدفت موقع المرج.[183]

### 14 فبراير
- أعلنت وزارة الصحة في غزة عن استشهاد 103 فلسطينيين في هجمات إسرائيلية خلال الـ24 ساعة الماضية، ليرتفع إجمالي القتلى إلى 28576.[184]
- نفذت إسرائيل أعنف هجوم لها على لبنان منذ بداية الحرب، مما أسفر عن مقتل أربعة أعضاء من حزب الله وعشرة مدنيين.[185][186][187]
- نفذت القيادة المركزية الأمريكية ضربة استباقية استهدفت صاروخ كروز متحرك مضاد للسفن تابع للحوثيين في اليمن.[178]

- أطلق الحوثيون صاروخا باليستيا مضادا للسفن باتجاه خليج عدن.[178]

- اعتقلت قوات الاحتلال الإسرائيلي، ثلاثة شبان خلال مظاهرة في قلقيلية. كما تم اعتقال مواطن في قرية نعلين غرب رام الله.[188]

### 15 فبراير
- Israeli troops raided Nasser Medical Complex in what it described as a "limited operation against Hamas", claiming it had credible evidence that Hamas held hostages there.[189] Spokesperson of the Gaza Health Ministry Ashraf al-Qudra said one person was killed and several were wounded.[190]
- The US Army announced that the US Coast Guard seized a Houthi-bound vessel in the Arabian Sea which came from Iran and was carrying weapons and other military aid.[191]
- The Gaza Health Ministry reported that at least 87 Palestinians were killed in Israeli attacks in the past 24 hours, bringing the death toll to 28,663.[192]
- Israel announced that a soldier of the Paratroopers Brigade was killed fighting in Gaza, bringing the IDF death toll there to 233.[193]
- Hezbollah fires at Israel in response to Israel's attacks that killed 10 people in Lebanon.[194]
- At least 11 people were killed in an intense bombardment on the Nuseirat refugee camp.[195]
- Israel arrested at least 20 Palestinians in the West Bank, including a child and a former prisoner.[195]
- The Wall Street Journal reported that Egypt was building a refugee camp surrounded by concrete walls south of Rafah.[196]

### 16 فبراير
- مقتل إسرائيليين وإصابة أربعة آخرون في هجوم كريات ملاخي.[197] وتم التعرف على المهاجم، وهو رجل يبلغ من العمر 37 عاما من شعفاط في القدس الشرقية ويحمل إقامة إسرائيلية.[198] وبحسب شهود عيان، فقد خرج من مركبة قبل أن يطلق النار باتجاه الأفراد الواقفين في محطة الحافلات.[199]
- وأعلنت إسرائيل أن جنديًا آخر من لواء المظليين قُتل أثناء القتال في جنوب غزة في اليوم السابق وأصيب عدد آخر، ليصل عدد القتلى في صفوف الجيش الإسرائيلي هناك إلى 234.[200]

### 17 فبراير
- رفضت محكمة العدل الدولية طلب جنوب أفريقيا فرض قيود جديدة تهدف إلى منع التوغل الإسرائيلي في رفح، قائلة بدلاً من ذلك إن "الوضع الخطير" في رفح وقطاع غزة بأكمله يتطلب من إسرائيل الالتزام بالحكم الذي أصدرته في يناير/كانون الثاني، والذي طالب إسرائيل باتخاذ "جميع التدابير" في حدود سلطتها" لمنع جريمة الإبادة الجماعية التي ترتكبها قواتها.[201]
- وأفادت وزارة الصحة في غزة أن 83 فلسطينيا على الأقل قتلوا في الهجمات الإسرائيلية خلال ال 24 ساعة الماضية، ليصل عدد القتلى إلى 28858.[202]

### 18 فبراير
- أعلنت وزارة الصحة في غزة أن 127 فلسطينيا قتلوا في الهجمات الإسرائيلية خلال ال 24 ساعة الماضية، ليرتفع عدد القتلى إلى 28985.[203]
- وقال رئيس منظمة الصحة العالمية تيدروس أدهانوم غيبريسوس إن مستشفى ناصر لم يعد يعمل بسبب "الحصار الذي فرضه الجيش الإسرائيلي لمدة أسبوع تلاه الغارة المستمرة".[204]
- وحمّل زعيم حركة حماس إسماعيل هنية إسرائيل مسؤولية عدم إحراز تقدم في التوصل إلى اتفاق لوقف إطلاق النار في غزة.[205]

### 19 فبراير
- أعلنت وزارة الصحة في غزة أن 107 فلسطينيين استشهدوا في الهجمات الإسرائيلية خلال ال 24 ساعة الماضية، ليصل عدد القتلى إلى 29092.[206]
- واتهم وزير الخارجية الفلسطيني إسرائيل "بالاستعمار والفصل العنصري" في بداية أسبوع من جلسات محكمة العدل الدولية التي دعت إليها الجمعية العامة للأمم المتحدة لتقييم شرعية الاحتلال الإسرائيلي المستمر للأراضي الفلسطينية منذ 57 عاما.[207]

### 20 فبراير
- وذكرت وزارة الصحة في غزة أن 81 فلسطينيا على الأقل قتلوا في الهجمات الإسرائيلية خلال ال 24 ساعة الماضية، ليصل عدد القتلى إلى 30,035.[208]
- توفي أربعة أطفال فلسطينيين بسبب الجوع في مستشفى كمال عدوان شمال قطاع غزة.[209]

### 21 فبراير
- أعلنت إسرائيل أن جنديًا من لواء المظليين توفي متأثرًا بجراحه التي أصيب بها أثناء القتال في غزة، مما رفع عدد القتلى في صفوف الجيش الإسرائيلي هناك إلى 236.[210]
- وأفادت وزارة الصحة في غزة أن 103 فلسطينيين قتلوا في الهجمات الإسرائيلية خلال ال 24 ساعة الماضية، ليصل عدد القتلى إلى 29195.[211]

### 22 فبراير
- أفادت وزارة الصحة في غزة أن 97 فلسطينيا على الأقل قتلوا في الهجمات الإسرائيلية خلال ال 24 ساعة الماضية، ليصل عدد القتلى إلى 30631.[212]
- قصفت اقوات الاحتلال مسجدا يؤوي مدنيين في دير البلح، مما أدى إلى مقتل امرأة فلسطينية وإصابة 20 آخرين.[213]
- أطلقت القوات الإسرائيلية النار على الفلسطينيين الذين كانوا ينتظرون المساعدات من قافلة الإمدادات التي كانت تدخل مدينة غزة. [214]
- وأدت غارة جوية إسرائيلية على منزل في خان يونس إلى مقتل ما لا يقل عن ثمانية أشخاص وإصابة آخرين.[215]

### 23 فبراير
- وبحسب الجزيرة، قُتل 104 فلسطينيين في الهجمات الإسرائيلية خلال ال 24 ساعة الماضية، ليصل عدد القتلى إلى 29514. [216]
- وكشف نتنياهو عن خططه لغزة ما بعد الحرب، قائلا إن إسرائيل ستكون قادرة على العمل عسكريا في المنطقة إلى أجل غير مسمى لمنع عودة حماس، مضيفا أنه يجب إغلاق الأونروا.[217]
- قال وزير المالية الإسرائيلي بتسلئيل سموتريتش، إن وزارة الدفاع الإسرائيلية ستسمح ببناء 3344 منزلا جديدا في المستوطنات الإسرائيلية غير القانونية.[218]
- استشهد شخص وأصيب 15 آخرون بانفجار قنبلة إسرائيلية استهدفت سيارة في جنين.[217]
- وقالت الأونروا إنها لم تعد قادرة على تقديم الخدمات في شمال غزة.[219]
- هدمت قوات الاحتلال منزلين وبئر مياه وشبكة كهرباء في خلة الفرا جنوب الخليل.[218]
- قُتل ما لا يقل عن 24 شخصًا في غارة إسرائيلية على منزل يستضيف نازحين في دير البلح. [219]
- أصابت غارة جوية إسرائيلية سيارة في مخيم جنين للاجئين، مما أسفر عن مقتل شخص واحد على الأقل.[218]

### 24 فبراير
- توفي أربعة أطفال فلسطينيين بسبب الجوع في مستشفى كمال عدوان شمال قطاع غزة.[209]
- أعلنت إسرائيل أن جنديين من لواء جفعاتي قُتلا وأصيب سبعة آخرون أثناء القتال في غزة في اليوم السابق، ليصل عدد القتلى في صفوف الجيش الإسرائيلي هناك إلى 242.[220]
- وبحسب وزارة الصحة في غزة، فقد استشهد ما لا يقل عن 76 فلسطينيا في عدة هجمات إسرائيلية منذ أمس، ليصل عدد القتلى إلى 29,954.[221]
- ستة أطفال فلسطينيين (في غزة) فقدوا حياتهم بسبب سوء التغذية. وكانت هناك تحذيرات من أن عددا كبيرا من الفلسطينيين قد يواجهون المجاعة في الأيام المقبلة كنتيجة مباشرة للحصار الإسرائيلي.[222]

### 25 فبراير
- وبحسب وزارة الصحة في غزة، قُتل ما لا يقل عن 92 فلسطينيًا في الهجمات الإسرائيلية خلال ال 24 ساعة الماضية، ليصل عدد القتلى إلى 29606.[223]
- وقالت إسرائيل إن رائدًا من لواء جفعاتي قُتل أثناء القتال في شمال قطاع غزة، مما رفع عدد القتلى في صفوف الجيش الإسرائيلي هناك إلى 238.[224]
- وقتلت القوات الجوية الإسرائيلية سبعة أشخاص على الأقل، من بينهم طفل، في رفح.[225]

### 26 فبراير
- وأعلن رئيس الوزراء الفلسطيني محمد اشتية استقالته، مستشهدا أيضا بالمشاكل التي سببتها الحرب، بما في ذلك "الإبادة الجماعية" في غزة.[226]
- وقالت وزارة الصحة في غزة إن 90 فلسطينيا على الأقل قتلوا في الهجمات الإسرائيلية خلال الـ 24 ساعة الماضية، مما يرفع عدد القتلى إلى 29782.[227]

### 27 فبراير
- ذكرت وزارة الصحة في غزة أن 86 فلسطينيا على الأقل قتلوا في الهجمات الإسرائيلية خلال الـ 24 ساعة الماضية، ليصل عدد القتلى إلى 29692.[228]

### 28 فبراير
- توفي أربعة أطفال فلسطينيين بسبب الجوع في مستشفى كمال عدوان شمال قطاع غزة.[229]
- أعلنت إسرائيل أن جنديين من لواء جفعاتي قُتلا وأصيب سبعة آخرون أثناء القتال في غزة في اليوم السابق، ليصل عدد القتلى في صفوف الجيش الإسرائيلي هناك إلى 242.[220]
- وبحسب وزارة الصحة في غزة، فإن 76 فلسطينيا على الأقل استشهدوا في عدة هجمات إسرائيلية منذ أمس، ليصل عدد القتلى إلى 29,954.[221]
- ستة أطفال فلسطينيين (في غزة) فقدوا حياتهم بسبب سوء التغذية. وكانت هناك تحذيرات من أن عددا كبيرا من الفلسطينيين قد يواجهون المجاعة في الأيام المقبلة كنتيجة مباشرة للحصار الإسرائيلي.[222]

### 29 فبراير
- استشهاد ما لا يقل عن 118 مدنيًا فلسطينيًا وإصابة ما لا يقل عن 760 عندما بنيران قوات الاحتلال اثناء انتظارهم للمساعدات. وتوفي البعض متأثرين بجراحهم نتيجة طلقات نارية، والبعض الآخر بسبب الذعر الجماعي. [152]

- أفادت وزارة الصحة في غزة أن 96 فلسطينيا على الأقل قتلوا في الهجمات الإسرائيلية خلال ال 24 ساعة الماضية، ليصل عدد القتلى إلى 29878.[230]
- نظمت احتجاجات في تل أبيب ضد الحرب ودعما لوقف إطلاق النار في غزة.[231]

## مارس

### 1 مارس
- أفادت وزارة الصحة في غزة أن 193 فلسطينيا قتلوا في الهجمات الإسرائيلية خلال ال 24 ساعة الماضية، ليرتفع عدد القتلى إلى 30228.[232]
- هاجم مستوطنون إسرائيليون منازل المواطنين بالحجارة في أطراف بلدة جالود، جنوب شرق مدينة نابلس.[233]
- وقالت كتائب القسام إن القصف الإسرائيلي أدى إلى مقتل سبعة رهائن.[234]

### 2 مارس
- أفادت وزارة الصحة في غزة أن 86 فلسطينيا على الأقل قتلوا في الهجمات الإسرائيلية خلال ال 24 ساعة الماضية، ليصل عدد القتلى إلى 30717.[235]
- أعلنت إسرائيل عن مقتل جندي من وحدة عوكيتس أثناء القتال في جنوب غزة، ليصل عدد القتلى في صفوف الجيش الإسرائيلي هناك إلى 247.[236]

### 3 مارس
- أفادت وزارة الصحة في غزة أن 90 فلسطينيا على الأقل قتلوا في الهجمات الإسرائيلية خلال ال 24 ساعة الماضية، ليصل عدد القتلى إلى 30410.[237]
- استشهاد ما لا يقل عن ثمانية أشخاص في قصف جيش الاحتلال شاحنة مساعدات في دير البلح.[238]
- أدت غارة جوية شنتها سلاح الجو الإسرائيلي على رفح إلى مقتل 14 فلسطينيا، معظمهم من الأطفال.[239]
- اعتقلت قوات الاحتلال الإسرائيلي 55 شخصًا خلال مداهمات ليلية في عدة مواقع في أنحاء الضفة الغربية.[240]

### 4 مارس
- أفادت وزارة الصحة في غزة أن 124 فلسطينيا على الأقل قتلوا في الهجمات الإسرائيلية خلال ال 24 ساعة الماضية، ليصل عدد القتلى إلى 30,534.[241]
- وفجرت كتائب شهداء الأقصى عبوة ناسفة دمرت جرافة تابعة للجيش الإسرائيلي في طولكرم، وتسببت في إصابة جندي إسرائيلي في رام الله.[242]
- أطلقت حركة الجهاد الإسلامي صاروخين من قطاع غزة باتجاه جنوب إسرائيل.[242]

### 5 مارس
- أفادت وزارة الصحة في غزة أن 78 فلسطينيا على الأقل قتلوا في الهجمات الإسرائيلية خلال ال 24 ساعة الماضية، ليصل عدد القتلى إلى 30878.[243]
- استشهاد خمسة أشخاص في رفح بعد أن سحقتهم طرود المساعدات التي أسقطتها الطائرات.[244] واثنان استشهدا في مدينة غزة جراء خلل في الطرود الجوية.[245]
- إطلاق ثلاثة صواريخ من غزة على سديروت.[246]

### 6 مارس
- أفادت وزارة الصحة في غزة أن 85 فلسطينيا على الأقل قتلوا في الهجمات الإسرائيلية خلال ال 24 ساعة الماضية، ليصل عدد القتلى إلى 31045.[247]
- ووفقا للأونروا، هناك أكثر من 187,000 نازح جديد في غزة، العديد منهم يلجؤون إلى مدارس الأونروا، والعديد منهم من الأطفال.[248]

### 7 مارس
- أفادت وزارة الصحة في غزة أن 82 فلسطينيا على الأقل قتلوا في الهجمات الإسرائيلية خلال ال 24 ساعة الماضية، ليصل عدد القتلى إلى 30960.[249]
- استشهاد ما لا يقل عن 20 شخصًا في الهجمات الإسرائيلية على المباني السكنية في وسط وجنوب قطاع غزة، بالإضافة إلى العديد من الجرحى والمفقودين تحت الأنقاض.[250]
- اندلاع مواجهات خلال مداهمات لجيش الاحتلال في مخيم نور شمس قرب طولكرم.[250]

### 8 مارس
- ذكرت وزارة الصحة في غزة أن 67 فلسطينيا على الأقل قتلوا في الهجمات الإسرائيلية خلال ال 24 ساعة الماضية، ليصل عدد القتلى إلى 31112.[251]

### 9 مارس
- أفادت وزارة الصحة في غزة أن 71 فلسطينيا على الأقل قتلوا في الهجمات الإسرائيلية خلال ال 24 ساعة الماضية، ليصل عدد القتلى إلى 32916.[252]

### 10 مارس
- أفادت وزارة الصحة في غزة أن 54 فلسطينيا على الأقل قتلوا في الهجمات الإسرائيلية خلال ال 24 ساعة الماضية، ليصل عدد القتلى إلى 33091.[253]

### 11 مارس
- أفادت وزارة الصحة في غزة أن 46 فلسطينيا على الأقل قتلوا في الهجمات الإسرائيلية خلال ال 24 ساعة الماضية، ليصل عدد القتلى إلى 33137.[254]

## أبريل

### 1 أبريل
- أعلنت إسرائيل أن جنديًا من اللواء السابع المدرع قُتل أثناء القتال في جنوب غزة، مما رفع عدد القتلى المعترف به من القوات الإسرائيلية إلى 256.[255]
- انسحاب قوات الاحتلال من مستشفى الشفاء مخلفة وراءها دمارا هائلا.[256]
- مقتل سبعة من عمال الإغاثة في المطبخ المركزي العالمي (WCK) عندما دمرت القوات الإسرائيلية ثلاثًا من سياراتهم المميزة في قطاع غزة.[257][258]

### 2 أبريل
- أفادت وزارة الصحة في غزة أن 32 فلسطينيا على الأقل قتلوا في الهجمات الإسرائيلية خلال ال 24 ساعة الماضية، ليصل عدد القتلى إلى 33207.[259]
- وتم العثور على ما لا يقل عن 84 جثة لفلسطينيين بعد انسحاب القوات الإسرائيلية من خان يونس.[260]

### 5 أبريل
- وأفادت وزارة الصحة في غزة أن 54 فلسطينيا على الأقل قتلوا في الهجمات الإسرائيلية خلال الـ 24 ساعة الماضية، ليصل عدد القتلى إلى 33091. [253]

### 6 أبريل
- وأفادت وزارة الصحة في غزة أن 46 فلسطينيا على الأقل قتلوا في الهجمات الإسرائيلية خلال الـ 24 ساعة الماضية، ليصل عدد القتلى إلى 33137. [254]

### 7 أبريل
- انسحبت قوات الاحتلال من الأحياء الغربية لمدينة خان يونس، وبقي لواء ناحال هو اللواء الإسرائيلي الوحيد المتمركز في قطاع غزة.[261]
- أصيب شابان بجروح مختلفة، جراء إطلاق نار على مركبات على الطريق السريع قرب مدينة قلقيلية بالضفة الغربية.[262]

### 8 أبريل
- وأفادت وزارة الصحة في غزة أن 32 فلسطينيا على الأقل قتلوا في الهجمات الإسرائيلية خلال الـ 24 ساعة الماضية، ليصل عدد القتلى إلى 33207. [259]
- وتم العثور على ما لا يقل عن 84 جثة لفلسطينيين بعد انسحاب القوات الإسرائيلية من خان يونس. [260]

### 30 أبريل
سائح تركي يهاجم شرطيًا إسرائيليا، واصابه بجروح متوسطة.

## مايو

### 4 مايو
داهمت قوات النخبة الخاصة يمام، بلدة دير الغصون بطولكرم لأكثر من 14 ساعة، مما أسفر عن مقتل خمسة فلسطينيين وإصابة ضابط إسرائيلي بجروح خطيرة، توفي متأثرا بجراحه في 8 مايو.

## يونيو

### 1 يونيو
- خلال الأسبوع الماضي، قام سلاح الجو الإسرائيلي بتصفية ثلاثة مسؤولين من حماس في وسط قطاع غزة.[265]

### 4 يونيو
وفي إشارة إلى مقتل أكثر من 500 فلسطيني منذ 7 تشرين الأول/أكتوبر 2023 على يد القوات الإسرائيلية والمستوطنين، قال فولكر تورك إنه كما هو الحال في غزة، "يتعرض سكان الضفة الغربية المحتلة أيضًا لسفك الدماء يومًا بعد يوم على نحو غير مسبوق".

### 5 يونيو
- أفادت وزارة الصحة في غزة أن ما لا يقل عن 36 فرداً لقوا حتفهم وأصيب 115 آخرين في قطاع غزة خلال اليوم الماضي. ومنذ 7 تشرين الأول/أكتوبر، قُتل ما مجموعه 36,586 شخصًا وأصيب 83,074 بجروح في الصراع الإسرائيلي على غزة.[268]

### 6 يونيو
- استهدفت إسرائيل مدرسة تابعة للأمم المتحدة في غزة، مما أدى إلى مقتل 40 شخصًا، من بينهم نساء وأطفال لجأوا إلى منشأة الأمم المتحدة.[269]
- اشتباكات عنيفة بين متطرفين وأهالي فلسطينيين في بلدة قصرة، جنوب مدينة نابلس. وقام المشاغبون برشق الحجارة باتجاه السكان الفلسطينيين، وإشعال النيران في الحقول الزراعية، وحاولوا إحراق أحد المنازل.[270]

### 7 يونيو
- وصل عدد من المواطنين الإسرائيليين إلى بيتين الواقعة شمال شرق مدينة رام الله، وأشعلوا الحقول قبل أن يقوم الجيش الإسرائيلي بإخراجهم من المنطقة.[271]

### 8 يونيو
- أفادت وزارة الصحة في غزة أنه تم نقل جثث أكثر من 55 فلسطينياً استشهدوا في الهجمات الإسرائيلية على النصيرات والمناطق المحيطة بها وسط غزة إلى مستشفى شهداء الأقصى. بالإضافة إلى ذلك، أصيب عشرات الأشخاص في هذه الهجمات. وقد وصل العدد الإجمالي للضحايا جراء الهجوم العسكري الإسرائيلي على غزة منذ 7 تشرين الأول/أكتوبر إلى ما لا يقل عن 36,801 قتيلاً فلسطينياً وأكثر من 83,680 جريحاً.[272]

### 9 يونيو
- وفقا لوزارة الصحة، سجلت غزة أكبر عدد من الوفيات في غزة منذ منتصف ديسمبر/كانون الأول، حيث فقد 283 شخصا حياتهم. وبذلك يرتفع إجمالي عدد القتلى خلال الحرب الحالية في غزة إلى 37084.[273]
- تدين العديد من الدول والمنظمات الدولية، بما في ذلك كوبا وقطر ومجلس التعاون الخليجي ومئات المتظاهرين الإسبان، بشدة المذبحة التي ارتكبها الجيش الإسرائيلي في مخيم النصيرات للاجئين في غزة.[274]

### 10 يونيو
- القرار الذي اقترحته الولايات المتحدة واعتمده مجلس الأمن التابع للأمم المتحدة يدعم خطة وقف إطلاق النار التي تهدف إلى إنهاء الصراع بين إسرائيل وغزة. وذكرت حماس أن ذلك يؤكد استعدادها للتعاون مع الوسطاء من أجل الدخول في مفاوضات غير مباشرة حول تنفيذ هذه المبادئ.[275]
- وفقاً لمسؤولين فلسطينيين، أدت الهجمات الإسرائيلية الأخيرة في غزة إلى مقتل 40 شخصاً خلال اليوم الماضي، مما رفع إجمالي عدد القتلى في غزة إلى 37,124 منذ 7 أكتوبر/تشرين الأول.[276]
- أفاد نادي الأسير الفلسطيني أن هناك حالياً 9300 أسير في السجون الإسرائيلية.[277]

### 18 يونيو
- حذر فولكر تورك مجلس حقوق الإنسان التابع للأمم المتحدة من أن "الوضع في الضفة الغربية، بما في ذلك القدس الشرقية، يتدهور بشكل كبير" وأن مقتل الفلسطينيين "يثير في كثير من الحالات مخاوف جدية بشأن عمليات القتل غير المشروع".[278][279][280]

### 19 يونيو
- قال تقرير لمجلس حقوق الإنسان التابع للأمم المتحدة حول ست هجمات إسرائيلية أسفرت عن إصابات كبيرة بين 7 أكتوبر/تشرين الأول و2 ديسمبر/كانون الأول 2023، إن القوات الإسرائيلية "ربما انتهكت بشكل منهجي مبادئ التمييز والتناسب والاحتياطات في الهجوم"، مشيرًا إلى أنه لم يتم إجراء تحقيقات شفافة.[281]

### 21 يونيو
- قصف الجيش الإسرائيلي ملاجئ مؤقتة تؤوي الفلسطينيين النازحين بالقرب من رفح في جنوب غزة يوم الجمعة، مما أدى إلى مقتل ما لا يقل عن 25 شخصًا وإصابة 50 آخرين، كما أفادت السلطات الصحية والمستجيبون الأوائل في المنطقة.[282]
- ذكرت الدكتورة بشرى عثمان، وهي طبيبة جراحة تعمل في مستشفى الأقصى بغزة، أن هناك حاليًا 800 مريض والعديد من النازحين.[283]
- وفي اليوم الماضي، قتلت إسرائيل 101 فلسطينياً.[284]

### 22 يونيو
- اجتذبت احتجاجات في تل أبيب ضد حكومة رئيس الوزراء الإسرائيلي بنيامين نتنياهو والمطالبة بالإفراج عن الرهائن في غزة حشدا من الناس.[285]

### 27 يونيو
وفي الساعات الأربع والعشرين الماضية، ذكرت وزارة الصحة في غزة: أن 47 فلسطينيًا فقدوا حياتهم وأصيب 52 آخرين، مع استمرار النزاع في جنوب/وسط/شمال غزة.

### 28 يونيو
- تم تهجير ما لا يقل عن 60 ألف فلسطيني من مدينة غزة بسبب الهجمات الإسرائيلية الشديدة، حسبما أفاد متحدث باسم الأمم المتحدة يوم الجمعة. أدت العملية العسكرية في منطقة المواصي برفح إلى سقوط العديد من الضحايا وتهجير ما لا يقل عن 5,000 شخص.[287]

### 29 يونيو
وأفادت وزارة الصحة في غزة أن ما لا يقل عن 40 فلسطينياً قتلوا وأصيب 224 آخرون في الهجمات الإسرائيلية خلال الـ 24 ساعة الماضية.

### 30 يونيو
وصلت قوات الاحتلال الإسرائيلي إلى منطقة الشجاعية شمال مدينة غزة، معززة بالدبابات والطائرات المسيرة. ووجد سكان الشجاعية أنفسهم محاصرين بسبب الهجمات الإسرائيلية.
طبقاً لوزارة الصحة في غزة، فقد إجمالي 43 فلسطينياً حياتهم بسبب الهجمات الإسرائيلية خلال اليوم الماضي، مما أدى إلى وصول إجمالي عدد القتلى إلى 37877.

## يوليو

### 1 يوليو
- أصدر الجيش الإسرائيلي أوامر إخلاء شرق خانيونس.[291]
- قام المستوطنون الإسرائيليون بإلقاء النفايات في نبع العوجا، شمال مدينة أريحا بالضفة الغربية، لحرمان الفلسطينيين من مياه الشرب.[292]

### 2 يوليو
- أفادت وزارة الصحة في غزة أن ما لا يقل عن 25 فلسطينياً قتلوا وأصيب 81 آخرين في الهجمات الإسرائيلية خلال الـ 24 ساعة الماضية، ليصل عدد القتلى إلى 37925.[293]
- تدين الأونروا أمر "التهجير القسري" الذي أصدرته إسرائيل بحق 250 ألف شخص في خان يونس.[294]

### 3 يوليو
- أسفرت الغارة الجوية الإسرائيلية، كما أوردت وكالة أسوشيتد برس، عن مقتل 12 فلسطينياً، تسعة منهم من نفس العائلة، داخل "منطقة آمنة" محددة.[295]
- قُتل القائد الكبير لحزب الله اللبناني في صور بلبنان على يد قوات الدفاع الإسرائيلية.[296]
- توقف مستشفى غزة الأوروبي في خان يونس عن العمل عندما اضطر الطاقم الطبي إلى نقل المعدات الطبية والمرضى نتيجة التهديدات والأوامر من الاحتلال الإسرائيلي.[297]
- أفادت وزارة الصحة في غزة أن 28 شخصًا لقوا حتفهم خلال الـ 24 ساعة الماضية بسبب الغارات الجوية الإسرائيلية على قطاع غزة، مع العمليات العسكرية التي استهدفت النصيرات ومدينة غزة.[298]

### 4 يوليو
- أفادت وزارة الصحة في غزة أن 58 شخصًا قتلوا خلال الـ 24 ساعة الماضية، وأصيب 179 آخرين، مما أدى إلى وصول إجمالي عدد القتلى إلى 38,011 شخصًا قتلوا وجرح 87,445.[299]
- اعتدت الشرطة الإسرائيلية على المتظاهرين السلميين وفرقتهم بالعنف. كانوا يطالبون بإنهاء الحرب الإسرائيلية على غزة.[300]
- تم استهداف المقاتلين الإسرائيليين شمال قطاع غزة، مما أسفر عن مقتل ما لا يقل عن 22 شخصًا. وكانت مدرستان تؤويان نازحين من بين المواقع التي تعرضت للهجمات.[301]
- المتظاهرون المناهضون لنتنياهو يغلقون طريق أيالون السريع الرئيسي في وسط تل أبيب.[302]

### 5 يوليو
- ونظمت مظاهرات مؤيدة للفلسطينيين في الأردن واليمن.[303]

### 6 يوليو
- وفقاً لوزارة الصحة في غزة، فقد 29 شخصاً حياتهم في غزة خلال اليوم الأخير، مع ظهور أنباء عن وجود خمسة صحفيين فلسطينيين من بين الضحايا. منذ 7 أكتوبر/تشرين الأول، لقي 38098 شخصاً حتفهم وأصيب 87705 آخرون بجروح نتيجة للحملة العسكرية الإسرائيلية على غزة.[304]
- بدأت المروحيات الإسرائيلية بإطلاق النار على المنطقة الشرقية من مخيم البريج للاجئين وسط قطاع غزة.[305]
- قالت وزارة الصحة في غزة إن استمرار أزمة الوقود أدى إلى تعليق عمل المؤسسات الصحية الأخرى العاملة في غزة.[306]

### 7 يوليو
- طبقاً لوزارة الصحة في غزة، فإن عدد ضحايا الهجمات الإسرائيلية وصل إلى 38153 حالة وفاة و87828 إصابة منذ 7 أكتوبر/تشرين الأول. وفي الساعات الأربع والعشرين الأخيرة، قُتل 55 فلسطينياً وأصيب 123 آخرين.[307]
- أفادت وزارة الصحة الفلسطينية أن ما لا يقل عن 16 فرداً لقوا حتفهم في هجوم إسرائيلي على مدرسة كانت تلجأ إليها عائلات فلسطينية نازحة وسط قطاع غزة يوم السبت.[308]

### 8 يوليو
- بحسب وزارة الصحة، ارتفع عدد القتلى في قطاع غزة إلى 38,193 منذ 7 أكتوبر، مع مقتل ما لا يقل عن 40 فلسطينيًا آخرين في الهجمات الإسرائيلية. وذكرت الوزارة أيضًا أن 87903 أشخاص أصيبوا في أعمال العنف المستمرة. نفذت القوات الإسرائيلية ثلاث "مذابح" منفصلة استهدفت عائلات، مما أدى إلى مقتل 40 فردًا وإصابة 75 آخرين خلال الـ 24 ساعة الماضية.[309]
- قصف المستشفى الأهلي في مدينة غزة بصاروخين، مما أدى إلى إخلاء المرضى في المستشفى الأهلي العربي. هذا المستشفى هو المرفق الصحي الوحيد الذي يعمل جزئيًا في المنطقة.[310]
- صرح فيليب لازاريني أن ما يقرب من 200 موظف في وكالة الأونروا فقدوا حياتهم منذ بداية العدوان الإسرائيلي على قطاع غزة. لقد تم هدم ما يقرب من نصف البنية التحتية للوكالة، وقُتل أكثر من 500 فرد أثناء لجوئهم إلى مقرها الرئيسي.[311]
- فقد ستة صحفيين حياتهم في غزة الشهر الماضي فقط. ومن بينهم ثلاثة صحفيين سقطوا ضحية لقصف صاروخي إسرائيلي مباشر على منازلهم. واستهدفت طائرة إسرائيلية بدون طيار صحفيا آخر وقتلته، في حين توفي صحفي خامس متأثرا بجراحه الناجمة عن شظايا صاروخ إسرائيلي. توفي الصحفي السادس بسبب نقص الإمدادات الطبية والعلاج الناتج عن إغلاق المعابر الحدودية الإسرائيلية.[312]

### 9 يوليو
- تعرضت مدينة غزة لضربات جوية إسرائيلية مكثفة بينما لجأ العديد من الفلسطينيين إلى اللجوء واضطرت المراكز الطبية إلى إغلاق أبوابها خلال الحملة العسكرية الأخيرة.[313]

### 10 يوليو
- أفادت وزارة الصحة في غزة أن 52 فلسطينياً على الأقل استشهدوا في هجمات إسرائيلية خلال الساعات الأربع والعشرين الماضية، مما يرفع حصيلة الشهداء الفلسطينيين إلى 38295.[314]
- أصدر الجيش الإسرائيلي أوامره للمواطنين في مدينة غزة بأكملها بالإخلاء إلى منطقة دير البلح فيما رفض السكان الإنتقال.[315][316]
- عثر على عنصر من شاباك الإسرائيلي مقتولاً في مستوطنة “جبفعون هحداشا” الواقعة شمال غرب مدينة القدس.[317][318]
- أعلن الجيش الاسرائيلي مقتل جندي خلال الاشتباكات مع حزب الله مما رفع حصيلة قتلى الجيش الإسرائيلي المعلنة خلال الاشتباكات مع حزب الله إلى 21.[319]

### 11 يوليو
- وذكرت وزارة الصحة في غزة أن 50 فلسطينيًاً على الأقل استشهدوا في هجمات إسرائيلية خلال الساعات الأربع والعشرين الماضية، مما يرفع حصيلة الشهداء الفلسطينيين إلى 38345.[320]
- أعلنت كتائب القسّام، استهدافها 3 دبابات إسرائيلية من طراز «ميركافا» بعبوتَي «شواظ» وقذيفة «الياسين 105» في حي تل الهوى جنوب غرب مدينة غزة وأعلنت قنص جندي في منطقة الصناعة بالحي، وأعلنت إيقاع قوّة إسرائيلية بين قتيلٍ وجريح، في كمينٍ بعد تفجير عبوتين مُضادتين للأفراد في حي تل الهوى، ونشرت كتائب القسّام مشاهد من الإغارة على «مقرّ قيادة عمليات الجيش الاسرائيلي المتحصّنة» في محيط منطقة تل زعرب جنوب شرق حي تل السلطان في مدينة رفح.[321]
- أعلنت سرايا القدس أنّها فجّرت 3 آليات عسكرية إسرائيلية بعبوات أرضية مزروعة بشكلٍ مُسبق في حي تل الهوى، واستهداف سرايا القدس حشود قوات الجيش الاسرائيلي المتوغلة في حي تل الهوى، بقذائف الهاون، وقالت إنّها «فجّرت عبواتٍ بآليات العدو واشتبكت من النقطة صفر» مع جنود الاحتلال في حي الشجاعية شرقي مدينة غزة، وأعلنت أنّها قنصت جندياً إسرائيلياً في محيط تلة المنطار شرقي حي الشجاعية و«الاشتباك مع قوّةٍ إسرائيلية خاصة داخل أحد المنازل في الحي موقعةً أفرادها بين قتيلٍ وجريح».[321]
- أعلنت كتائب شهداء الأقصى أنّها قصفت حشود للقوات الإسرائيلية في مخيم يبنا جنوبي مدينة رفح، ونشرت مشاهد من استهدافها غرف القيادة والسيطرة المتمركزة في «محور نتساريم» بصاروخين من نوع 107، وقذائف الهاون من العيار الثقيل.[321]
- أعلن الجيش الاسرائيلي مقتل جندي رقيب في وحدة ماجلان النخبة خلال المعارك شمال غزة، ما رفع حصيلة قتلى الجيش الإسرائيلي المعلنة منذ الهجوم البري في قطاع غزة إلى 328.[322]
- أرسلت الولايات المتحدة شحنة قنابل تزن 500 رطل إلى إسرائيل بعد فترة من تعليقها ووصلت الشحنة إلى مطار بن غوريون في [323][324]

### 12 يوليو
- تمكنت فرق الدفاع المدني الفلسطيني من انتشال أكثر من 60 جثة شهيد بعد انسحاب إسرائيل من حي تل الهوى.[325]
- أصدرت وزارة الخارجية الإسرائيلية قائمة بأسماء 108 موظفين في الأونروا اتهمتهم بأنهم أعضاء في حماس أو الجهاد الإسلامي.[326]
- استشهاد شاب برصاص الاحتلال الإسرائيلي في قرية عبوين شمال مدينة رام الله.[327]
  - قتل جندي رقيب إسرائيلي من الكتيبة 9308 التابعة للواء “ألون” في الجولان السوري المحتل بالمواجهات مع حزب الله، ما يرفع حصيلة قتلى الجيش الاسرائيلي بالمواجهات مع حزب الله إلى 22.[328]

### 13 يوليو
- أفادت وزارة الصحة في غزة أن 61 فلسطينياً على الأقل استشهد وأصيب 129 في هجمات إسرائيلية خلال الساعات الأربع والعشرين الماضية، مما يرفع حصيلة الشهداء الفلسطينيين إلى 38443.[329]
- استشهد 71 شخصًا وأصيب 289 آخرين في قصف استهدف منطقة في مواصي خان يونس وسط قطاع غزة.[330] وإدعىت إسرائيل أنها كانت تستهدف محمد الضيف القائد العام لكتائب القسام ورافع سلامة قائد الكتائب في خانيونس.[331]
- استشهد 17 شخصًا في مجزرة بقصف استهدف مصلين في مخيم الشاطئ غرب غزة.[332]
- صنفت الأرجنتين حركة حماس كمنظمة إرهابية وجمدت أصولها.[333][334]
- قُتل رجلان في غارة شنتها طائرة إسرائيلية بدون طيار على سيارتهما في بلدة الخردلي بلبنان. يُزعم أن الرجلين هما والد وعم أحد مقاتلي حزب الله الذين قُتلوا سابقًا على يد إسرائيلقُتل سياسي من حركة أمل في هجوم منفصل شنته الجيش الإسرائيلي على البلدة.
- أصيب أربعة جنود من الجيش الإسرائيلي بجروح بعد هجوم صاروخي شنه حزب الله على كريات شمونة.[335][336]
- أصيب فلسطينيان برصاص قوات الاحتلال الإسرائيلي على معبر مستوطنة تسوفيم المقامة على أراضي المواطنين شرق قلقيلية، كما أصيب فلسطيني آخر في بيت أمر.

### 14 يوليو
- أفادت وزارة الصحة في غزة أن 141 شهيدا فلسطينياً على الأقل استشهد وأصيب و400 في هجمات إسرائيلية خلال الساعات الأربع والعشرين الماضية، مما يرفع حصيلة الشهداء الفلسطينيين إلى 38584.[337]
- استشهد 4 أشخاض وعدد من الإصابات في استهداف منزل في محيط ملعب اليرموك بمدينة غزة.[338]
- أدى هجوم إسرائيلي على دمشق إلى مقتل جندي سوري وثلاثة.[121]
- أدى هجوم إسرائيلي على دمشق في سوريا إلى مقتل جندي سوري وإصابة ثلاثة آخرين.[339]
- أصيب فلسطينيان برصاص قوات الاحتلال الإسرائيلي عند معبر مستوطنة تسوفيم المقامة على أراضي المواطنين شرق قلقيلية، فيما أصيب فلسطيني آخر في بيت أمر.
- أفاد الدفاع المدني الفلسطيني بإستشهاد 10 مواطنين و27 آخرين أصيبوا جراء استهداف جيش الاحتلال منزلا وبرجا سكنيا في مدينة غزة وسط القطاع، حيث استشهد 3 وجرح 20 إصابة من برج سكني لعائلة الحداد في منطقة الشعبية، وسط مدينة غزة، واستشهاد 4 مواطنين بوأصيب 3 آخرون باستهداف الجيش الإسرائيلي شقة سكنية لعائلة الغفري في شارع الجلاء بمدينة غزة.[340]
- هدمت قوات الاحتلال الإسرائيلي منزلاً فلسطينياً في قرية عين الديوك الفوقا غرب مدينة أريحا.[341]
- أصيب 4 إسرائيليين في عملية دهس مزدوجة قرب الرملة عند مفترق «نير تسفي» جنوبي تل أبيب، فيما أفيد بإستشهاد منفذ العملية.[342]
- وافقت الحكومة الإسرائيلية على خطة لتمديد الخدمة العسكرية الإلزامية للرجال مؤقتًا من 32 شهرًا إلى 36 شهرًا.[343]
- أستشهد 17 شخصًا وأصيب 80 آخرين في غارة جوية شنتها القوات الإسرائيلية استهدفت مدرسة «أبو عريبان» التابعة للأونروا وتؤوي نازحين في مخيم النصيرات وسط غزة.[344][345]
- أعلنت كتائب القسّام قصفها «قوات الاحتلال المتوغلة في محيط حي تل الهوا، جنوبي غربي مدينة غزة إضافةً إلى مقرّ قيادته في محور نتساريم» بصواريخ قصيرة المدى، والاشتباكات مع أفراد قوة إسرائيلية خاصة في شرقي رفح من مسافة صفر، بالأسلحة الخفيفة وقذائف الأفراد «موقعةً إياهم جميعاً بين قتيل ومصاب» وقالت أنها رصدت القوة الإسرائيلية التي تسلّلت متخفيةً داخل شاحنة مساعدات، ليشتبكوا معها عند وصولها إلى مفترق المشروع في المنطقة.[346]
- استهدفت سرايا القدس جنود الجيش الاسرائيلي في محيط المطار شرقي رفح بوابل من قذائف «الهاون» واستهدفت جنود الاحتلال وآلياته المتمركزة عند بوابة معبر رفح ومحيطها بعدد من قذائف «الهاون» واستهدفت بقذائف «الهاون» النظامي من عيار 60 ملم تموضعاتٍ لجنود الاحتلال في منطقة العبد جبر والطُّعمَة وبرج العاصي جنوبي غربي مخيم يبنا غربي رفح واستهدفت مقراً لقيادة الاحتلال في موقع «أبو عريبان» في «محور نتساريم» وذلك بعبوات «أبابيل» المقذوفة وقذائف «الهاون» من العيار الثقيل وأعلنت كتائب شهداء الأقصى استهداف تجمعاً لجنود الاحتلال وآلياته المتمركزة في محيط معبر رفح برشقة صواريخ من عيار 107 ملم وقذائف «الهاون» من العيار الثقيل واستهدافت بقذائف "الهاون" تمركزاً للقوات الإسرائيلية وآلياتها العسكرية المتمركزة عند الحدود الفلسطينية المصرية شمالي مدينة رفح واستهداف قوات الاحتلال في شرقي المدينة وتنفّيذ عمليات ضدّ الاحتلال في محور نتساريم حيث قصفت بقذائف «الهاون» تجمعاً للقوات الإسرائيلية على خط الإمداد ومقرّ قيادة جيش الاحتلال بصاروخين من عيار 107 ملم، وأعلنت «قوات الشهيد عمر القاسم» الجناح العسكري للجبهة الديمقراطية لتحرير فلسطين استهداف بقذائف «الهاون» جنود الاحتلال وآلياته في محيط «تل زعرب» غربي رفح.[123]
- استشهدت الطفلة بُشرى الكفارنة في مستشفى شهداء الأقصى وسط قطاع غزة نتيجة سوء التغذية ونقص العلاج.[347]

### 15 يوليو
- أفادت وزارة الصحة في غزة أن 80 شهيدا فلسطينياً على الأقل استشهد وأصيب و216 في هجمات إسرائيلية خلال الساعات الأربع والعشرين الماضية، مما يرفع حصيلة الشهداء الفلسطينيين إلى 38664.[348]
- قالت رئيس بلدية رفح أن ما يزيد عن 50 ألف مواطن فلسطيني محاصرون في مدينة رفح دون خدمات أساسية أو مقومات حياة.[349]
- هدمت قوات الاحتلال الإسرائيلي 5 منازل في بيت لحم و4 منشآت في القدس، في حين أحرق مستوطنون إسرائيليون أراضي زراعية قرب بلدة اللبن الشرقية جنوبي مدينة نابلس شمالي الضفة الغربية المحتلة.[350]
- استشهد 11 شخصًا بينهم 5 أطفال وعدد آخر من الجرحى جراء استهداف الاحتلال منزلًا لعائلة «حمد» في شارع الزهور بمخيم النصيرات وسط قطاع غزة، ونقلوا جميعًا إلى مستشفى شهداء الأقصى.[351]
- استشهد ثلاثة مدنيين في غارة جوية إسرائيلية على بلدة بنت جبيل جنوبي لبنان.[352]
- مقتل رجل الأعمال السوري محمد براء قاطرجي وأحد مساعدي الرئيس بشار الأسد مع مساعده في غارة إسرائيلية بطائرة بدون طيار بالقرب من الصبورة في سوريا.[353]
- أعلنت المقاومة الإسلامية في العراق استهداف إيلات المحتلة وميناء حيفا بالطيران المسير وصاروخ الأرقب «كروز مطور».[354]
- أعلنت سرايا القدس أنّ مقاوميها قصفوا بوابلٍ من قذائف الهاون «عيار 60» جنود إسرائيليين في محيط مفترق عوض الله وسط مخيم يبنا جنوبي مدينة رفح، وأعلنت استهداف مجموعة من جنود بقذيفة «TBG» داخل شقة سكنية عند مفترق عوض الله وسط المخيم نفسه وإيقاع أفراد المجموعة بين قتيل وجريح، وأشارت إلى أنّ «مقاتليها خاضو اشتباكات ضارية بالأسلحة الرشاشة والقذائف المضادة للدروع مع جنود العدو وآلياته وسط المخيم»، وأعلنت كتائب شهداء الأقصى أنها دكّت قوات إسرائيلية في مخيم يبنا شمالي مدينة رفح بوابلٍ من قذائف الهاون.[355]
- هاجمت ثلاثة زوارق تابعة للحوثيين سفينة تجارية قبال سواحل الحديدة غرب اليمن.[356]
- قصفت طائرات حربية إسرائيلية بناية مأهولة بالسكان في دير البلح مما أدى إلى استشهاد 3 فلسطينيين وإصابة آخرين وتدمير البناية واشتعال النيران بها.[357]
- قالت بلدية دير البلح أنها لا نستطيع توفير المياه لـ 700 ألف شخص بالمدينة،[358]
- استشهد 6 إثر قصف إسرائيلي على مناطق متفرقة برفح.[359]
- استشهد فلسطيني وأصيب آخرين جراء استهداف طائرة مُسيرة إسرائيلية فلسطينيين في منطقة بير أبو صلاح ببلدة الزوايدة وسط قطاع غزة، واستشهد فلسطيني وأصيب آخرون إثر قصف الاحتلال منطقة المشروع شرقي مدينة رفح، واستهدفت طائرات الاحتلال منازل شمالي منطقة المخيم الجديد شمال مخيم النصيرات وسط قطاع غزة على نحو أسفر عن عدد من الشهداء والجرحى.[360]

### 16 يوليو
- أفادت وزارة الصحة في غزة أن 49 فلسطينياً على الأقل استشهدوا وأصيب 69 في هجمات إسرائيلية خلال الساعات الأربع والعشرين الماضية، مما يرفع حصيلة الشهداء الفلسطينيين إلى 38713.[361]
- قصفت القوات الإسرائيلية مدرسة الرازي التابعة لوكالة غوث وتشغيل اللاجئين الفلسطينيين (الأونروا) في [[مخيم النصيرات للاجئين، مما أدى إلى استشهاد 25 شخصًا وإصابة 73 آخرين، استشهد الصحفي محمد مشمش بالقصف.[362]
- قصفت القوات الإسرائيلية خياماً تعود لعائلات نازحة في منطقة العطار بمخيم المواصي للاجئين، مما أدى لاستشهاد 17 شخصاً منهم أطفال ونساء وإصابة 26 آخرين.[363][364][365]
- استشهد 4 وأصيب آخرين في قصف إسرائيلي على بلدة عبسان الكبيرة شرقي مدينة خان يونس (عزمي إبراهيم أبو طير وزوجته سحر محمد أبو طير، وطفليهما سائد وأسيل)،[366] كما استُشهد 4 فلسطينيين (محمد ناصر جاد الله، عبد الرحيم ماهر مطر، محمد أيمن مطر، أنيسة خالد الحوراني) وأُصيب آخرون بينهم أطفال بقصف إسرائيلي استهدف دوار الشيخ زايد شمال قطاع غزة.[363]
- استشهد مواطن وحفيدته (جمال ابو عكر وحفيدتيه ماريا وميرال بلال ابو عكر 5 و6 سنوات) بقصف طائرات الاحتلال منزلًا لعائلة أبو عكر غرب خانيونس.[362]
- استشهد فلسطيني برصاص قوات الاحتلال الإسرائيلي خلال مداهمة في مدينة البيرة بالضفة الغربية.[367]
- أطلقت قوات الاحتلال الإسرائيلي النار على فلسطينيين اثنين أثناء اقتحام مخيم بلاطة للاجئين.
- في الضفة الغربية اعتقلت قوات الاحتلال ثلاثة شبان من مخيم العروب شمال الخليل، واثنين من بلدة سعير شمال شرق الخليل، وشاباً من بلدة دير سامت جنوب غرب الخليل، وشاباً من بلدة السموع جنوب الخليل، وشاباً آخر من قرية أبو نجيم جنوب شرق بيت لحم.[368]
- أدى إطلاق نار بالقرب من نابلس بين فلسطينيين ومستوطنين إسرائيليين غير شرعيين إلى إصابة ثلاثة مستوطنين.[369]
- قصفت القوات الإسرائيلية منزلاً في الزوايدة وسط غزة مما أدى إلى استشهاد شخصين.[370]
- قام مستوطنون إسرائيليون غير شرعيين ببناء هيكل حديدي على أرض فلسطينية خاصة في منطقة تل الرميدة في الخليل.
- استشهد شخص وأصيب آخر بجروح بعد أن أطلقت قوات الاحتلال الإسرائيلي صاروخًا على دراجة نارية على طريق النبطية - الخردلي عند مفرق بلدة الزفاتة - أرنون.[371]
- استشهد ثلاثة أطفال سوريين في غارة جوية إسرائيلية على أرض زراعية في أم التوت بلبنان.[372] واستشهد مواطن لبناني وشقيقته من عائلة داغر وإصابة شقيقتهما الأخرى بجروح خطرة عندما استهدفت المقاتلات الحربية الإسرائيلية منزلهم في حي العويني ودمرته.[373]
- تعرضت ناقلة النفط التي تحمل علم ليبيريا «خيوس ليون» لهجوم من قبل طائرة مسيرة تابعة للحوثيين في البحر الأحمر.[374][375]

### 17 يوليو
- أفادت وزارة الصحة في غزة أن 81 فلسطينياً على الأقل استشهدوا وأصيب 198 في هجمات إسرائيلية خلال الساعات الأربع والعشرين الماضية، مما يرفع حصيلة الشهداء الفلسطينيين إلى 38794.[376]
- قصفت القوات الإسرائيلية منزلاً في الزوايدة، مما أدى إلى استشهاد ثمانية أشخاص، كما استشهد ثلاثة أشخاص في هجومين منفصلين على نفس البلدة.
- استشهد خمسة مواطنين بعد قصف قوات الاحتلال الإسرائيلي منزلاً في بلدة عبسان شرق خانيونس.
- استشهد تسعة أشخاص، بينهم ثلاثة أطفال بعد قصف القوات الإسرائيلية لمدرسة القاهرة في حي الرمال بمدينة غزة.[377][378][379]
- استشهد شخصين برصاص قوات الاحتلال الإسرائيلي في منطقة الشاكوش شمال غرب رفح.[152]
- استشهد ثمانية أشخاص نتيجة القصف الإسرائيلي على مخيم النصيرات، كما قُتل فلسطينيان في هجوم على مسجد في النصيرات، بينما استشهد فلسطيني آخر في هجوم منفصل في نفس الحي.[152]
- أجبرت سلطات الاحتلال الإسرائيلي عائلة على هدم منزلها بنفسها في العيساوية شمال القدس الشرقية المحتلة.[380]
- قصفت القوات الإسرائيلية مسجد عبد الله عزام في غزة، مما أدى إلى استشهاد شخصين وإصابة 15 آخرين.[381][382]
- قال المكتب الإعلامي الحكومي بغزة أن 292 شخصَا جريحاً استشهدوا منذ إغلاق معبر رفح في 7 مايو 2024 لمعبر رفح وأن أكثر من 3500 مريض وجريح حُرم من السفر لتلقي العلاج في مستشفيات خارج قطاع غزة، وأكد وجود 25 ألف طلب تحويلة مسجلة لدى وزارة الصحة تحت بند السفر لتلقي العلاج في الخارج.[383]
- أعلنت كتائب القسام استهداف جيب عسكري للعدو بقذيفة «الياسين 105» المضادة للدروع، واستهداف دبابة إسرائيلية من نوع «ميركفاه» بقذيفة «الياسين 105» قرب مفترق المشروع شرق مدينة رفح، وأعلنت «دكّ قوات الاحتلال» المتمركزة في منطقة العزبة جنوب غرب حي تل السلطان في مدينة رفح بقذائف «الهاون»، وذلك بالتعاون مع ألوية الناصر صلاح الدين.[384]
  - أصدرت بيانًا تبنت فيه عملية إطلاق نار صوب مركبة إسرائيلية قرب قرية رامين شرق طولكرم بالأمس وهو ما أدى لإصابة 3 ونشرت مشاهد من الكمين المركب الذي نفذته قرب دوار الأمين محمد «صلى الله عليه وسلم» بحي تل الهوى جنوب مدينة غزة، وأظهرت المشاهد عملية إعداد وتجهيز عدداً من العبوات الناسفة وبعض الصواريخ من مخلفات الاحتلال وزرعها في ممر توغل الآليات ومسرح العمليات، ثم تفجيرها بآليات وجنود إسرائيلية.[385]
  - أعلنت قوات الشهيد عمر القاسم الجناح العسكري للجبهة الديمقراطية لتحرير فلسطين استهداف «قوات الاحتلال الإسرئيلي» في محيط معبر رفح البري بقذائف الهاون. **أعلنت كتائب شهداء الأقصى استهداف تموضعاً لجنود الاحتلال الإسرائيلي وآلياتهم العسكرية المتمركزين داخل بوابة معبر رفح ومحيطه بقذائف الهاون، وأعلنت استهدافها مواقع الاحتلال في محور نتساريم، عبر صلية صاروخية من نوع «107» وقذائف الهاون.
- أعلنت كتائب المجاهدين وبالاشتراك مع كتائب الأنصار دكّ مقر فرقة قيادة غزة التابع للاحتلال في مستوطنة «رعيم» بصاروخين من نوع «107»، واستهداف مستوطنة «نيريم» بـغلاف غزة بصاروخين من «طراز 107»، وأعلنت سرايا القدس استهدافها «سديروت» ومستوطنات غلاف غزة برشقة صاروخية.
- أعلنت كتائب الشهيد عبد القادر الحسيني - لواء الشمال، أنّ «الوحدة الصاروخية والمدفعية تواصل دكّ مستوطنات الاحتلال ومواقعه العسكرية» ومحور نتساريم بالصواريخ وقذائف «الهاون».
  - أطلقت فصائل للمقاومة الفلسطينية رشقة صاروخية من القطاع باتجاه مستوطنات غلاف غزة واستهدفت رشقة موقع في كرم أبو سالم وقالت وسائل إعلام إسرائيلية أنّ صفارات إنذار دوت في «كيرم شالوم» وأجليت إصابات إلى مستشفى «هداسا عين كيرم».[386]
- تعرّضت القوات الأميركية في «قاعدة عين الأسد الجوية» في الأنبار غربي العراق لاستهدافٍ جديد.[387]
- أعلنت المقاومة الإسلامية في العراق توجيهها ضربة بواسطة الطيران المسيّر في اتجاه «هدفٌ حيوي للاحتلال» في مدينة أم الرشراش المحتلة «إيلات».[388]

### 18 يوليو
- أفادت وزارة الصحة في غزة أن 54 فلسطينياً على الأقل استشهدوا وأصيب 95 في هجمات إسرائيلية خلال الساعات الأربع والعشرين الماضية، مما يرفع حصيلة الشهداء الفلسطينيين إلى 38848.[389]
- اعتمد الكنيست الإسرائيلي قراراً ينص على أنه «يعارض بشدة إقامة دولة فلسطينية غربي الأردن».[390][391][392]
- توفي جندي من الكتيبة 53 من اللواء المدرع 188 التابع للجيش الإسرائيلي متأثراً بجراحه التي أصيب بها نتيجة هجوم لطائرة بدون طيار شنته حزب الله في يونيو/حزيران.[393]
- اقتحم وزير الأمن القومي الإسرائيلي المتطرف إيتمار بن غفير المسجد الأقصى تحت حماية الشرطة الإسرائيلية.[394]
- زعم الجيش الإسرائيلي إن الغارات الجوية قتلت اثنين من قادة حركة الجهاد الإسلامي، وأن أحدهما شارك في هجوم 7 أكتوبر 2023.[395]
- أدى قصف طائرة إسرائيلية بدون طيار على سيارة في منطقة البقاع جنوب لبنان إلى مقتل محمد حامد جبارة أحد أعضاء الجماعة الإسلامية.[396]
- استشهد شخصين في رفح إثر غارة جوية إسرائيلية، واستشهدت طفلتان جراء استهداف الإحتلال منزل يعود لعائلة الرملي بمنطقة ميدان فلسطين بمدينة غزة.[397]
- اسفرت غارات إسرائيلية على مخيم البريج عن استشهاد فلسطينيين اثنين وإصابة آخرين بجراح وفقد 4 آخرين تحت أنقاض منزل وسط قطاع غزة.[398]
- استشهد 3 فلسطينيين وأصيب آخرون في غارة إسرائيلية على سيارة بشارع البركة جنوبي مدينة دير البلح.[220]
- استهدفت الطائرات الحربية الإسرائيلية منزلًا لعائلة أبو ركاب في بلدة الزوايدة وسط قطاع غزة مما أسفر عن استشهاد 7 فلسطينيين وإصابة عدد آخر بجراح مختلفة، واستهدفت غارة جوية إسرائيلية شقة سكنية في برج الاتحاد في مخيم النصيرات أسفرت عن إصابة فلسطينيين اثنين تم نقلهما إلى مستشفى شهداء الأقصى.[220]
- استشهد فلسطيني وأصيب آخرون في غارة إسرائيلية على منزل لعائلة أبو يوسف في شارع العشرين بمخيم النصيرات، وأسفر قصف طائرات الاحتلال منزلًا لعائلة ابوغولة شمال غربي النصيرات عن سقوط شهيد وإصابة آخرين.[220]
- استشهد 4 فلسطينيين وإصابة اخرين في قصف إسرائيلي على مخيم الشاطئ غربي مدينة غزة، وانتشلت الطواقم الطبية جثامين 4 شهداء من حي تل السلطان غربي [220]
- استشهد 5 فلسطينيين في قصف إسرائيلي استهدف منزلًا عائلة أبو عليان في شرقي خان يونس.[220]
- داهمت قوات الاحتلال مدينة نابلس من جهة حاجز المربعة العسكري بعدة آليات عسكرية، وتصدى لها مقاومون بإطلاق نار في نابلس، واقتحمت منزل في بلدة تل واعتقلت قوات الاحتلال شقيقتين طالبتان في جامعة القدس المفتوحة (شيماء وآية عابد)، واقتحمت دوار الشهداء وسط نابلس شارع المريج، ومنطقة المخفية، وتعرضت لإطلاق نار في محيط شارع المريج ومخيم عين بيت الماء غربي المدينة، واقتحمت قوات الاحتلال بلدة عقربا جنوبي المدينة.
- اعتقلت قوات الاحتلال في قرية دير أبو مشعل في رام الله عدة شبان و4 شبان من بلدة سلواد (أحمد يوسف إدريس، أحمد يوسف جماعين، عبد الله عبد العزيز، ومحمد باسم حماد)، وفي بيت لحم اعتقلت قوات الاحتلال الطفل محمد ياسر صبيح (14 عامًا) من بلدة تقوع، وفي قلقليلية أطلق مقاومون فلسطينيون النار تجاه آليات الاحتلال العسكرية قرب الجدار الفاصل في بلدة عزون، وفي الخليل شنت قوات الاحتلال حملة دهم في بلدات بيت كاحل شمال غربي مدينة الخليل، وبني نعيم شرقي الخليل وبلدة حلحول شمالي المدينة، واعتقلت 6 مواطنين (علي محمد الزهور، احمد محمد الجعافرة، مؤمن احمد محمود الجعافرة، عدنان محمد مرعي، محمد عيد زيدات، ثائر أبو عصبة)، واقتحمت قوات الاحتلال قرية فصايل شمالي أريحا، وبلدة سلوان جنوب القدس المحتلة، ونفذت مداهمات للمنازل دون اعتقالات.[399]
- استشهد فلسطينيان وأصيب آخرون في قصف لطائرات الاحتلال الإسرائيلي مدرسة الفلاح (التابعة لوكالة غوث وتشغيل اللاجئين «أونروا») في حي الزيتون جنوب شرقي مدينة غزة، واستشهد مواطن وأصيب عدد آخر بقصف طائرات الاحتلال منزلًا في حي التفاح شرقي مدينة غزة، واستشهد مواطن وأصيب آخرين بقصف طائرات الاحتلال لشقة سكنية لعائلة الحشاش بمخيم البريج وسط القطاع غزة.[400]
- أسفرت غارة اسرائيلية على منزل لعائلة أبو عطيوي في منطقة الدعوة شمالي مخيم النصيرات لسقوط شهيد و8 إصابات، وانتشلت فرق الإسعاف والطوارئ 3 شهداء ونقلهم للمستشفى المعمداني إثر استهداف مجموعة مواطنين على مفترق عبد العال في شارع الجلاء بمدينة غزة.[221]
- استشهد 6 أشخاص وإصابة 18 آخرين جراء غارات إسرائيلية استهدفت بلدات صفد البطيخ التي استشهد فيها 4 أشخاص ومجدل سلم وشقرا في جنوب لبنان.[401]

### 19 يوليو
- قُتل شخص وأصيب 10 آخرون في هجوم بطائرة مسيرة على تل أبيب، وأعلن الحوثيون مسؤوليتهم عن الهجوم، وقالوا إنهم استخدموا نوعًا جديدًا من الطائرات المسيرة يطلق عليه اسم «يافا».[402][403]
- أعلنت القوات المسلحة اليمنية الموالية لأنصار الله الحوثيين استهداف سفينة «Lovibia» في خليج عدن بعددٍ من الصواريخ البالستية والطائرات المسيرة بسبب «انتهاك الشركة المالكة للسفينة قرار حظر دخول موانئ فلسطين المحتلة».[404]
- قصفت طائرات حربية إسرائيلية مدرسة للأونروا بحي الزيتون في مدينة غزة ما أدى الإصابة عدد من المدنيين.[405]
- أعلنت المفوضية الأوروبية أنها ستقدم للسلطة الفلسطينية مساعدة مالية طارئة بقيمة 400 مليون يورو (435.5 مليون دولار).[406]
- استشهد شاب «أسير محرر» (17 عامًا) في بلدة بيت أمر في الخليل بعد اقتحام قوات الاحتلال الإسرائيلي القرية، واقتحمت قوة إسرائيلية عدة أحياء في مدينة بيت لحم وتمركزت في شوارع رئيسية، واستخدم الجيش الإسرائيلي في المواجهات قنابل الغاز المدمع، وأطلقت قوات الاحتلال قنابل الغاز على منازل المواطنين في مخيم الدهيشة في بيت لحم.[407]
- استشهد الشاب (يامن عصفور) في مستشفى ابن سينا بمدينة جنين متأثراً بإصابته برصاص قوات الاحتلال في بلدته عرابة جنوب المدينة في 13 يناير 2024.[408]
- استشهد 8 أشخاص بينهم أطفال وأصيب 15 آخرين بجروح نتيجة غارة إسرائيلية استهدفت منزل عائلة أبو شكيان في «مخيم C» في مخيم النصيرات وسط قطاع غزة.[409]
- استشهد فلسطيني وأصيب آخرين في قصف جوي إسرائيلي لمنزل بحي التفاح شرق مدينة غزة، ونقل الشهداء والجرحى إلى المستشفى الأهلي العربي.[410]
- استشهد 4 أشخاص وأصيب آخرون في قصف إسرائيلي قرب مسجد حسن البنا شمالي مخيم النصيرات، بينما استشهد 6 فلسطينيين بينهم شقيقة مراسل قناة الغد الإخبارية محمود اللوح في قصف إسرائيلي استهدف أحد المنازل في مخيم النصيرات وسط قطاع غزة.[411]
- أستشهد 5 أشخاص في قصف على منزل في منطقة معن بخان يونس جنوب القطاع ونقلت جثامينهم إلى مستشفى ناصر.[229]
- استشهد فلسطينيان وأصيب 8 آخرين في قصف استهدف مدرسة الفلاح بحي الزيتون جنوب مدينة غزة، واستشهد 4 أشخاص جراء قصف إسرائيلي على منزل لعائلة الطهراوي واستشهد 5 فلسطينيين في غارة إسرائيلية استهدفت منزلاً لعائلة أبو حسنة بمخيم البريج وسط قطاع غزة واستشهد 4 فلسطينيين في محيط الكلية الجامعية في شارع 8، فيما استشهد 4 آخرون في قصف على شارع الجلاء شمال مدينة غزة.[412]
- استشهد 9 شهداء منهم 4 سيدات و3 أطفال وإصابة 10 آخرين جراء استهداف الاحتلال منزلين لعائلة صيدم وياسين في مخيم النصيرات وسط قطاع غزة لمستشفى العودة.

واستشهد 3 أضخاص بينهم امرأة وطفل جراء قصف الاحتلال منزلًا لعائلة أبو معمر في معن جنوبي خان يونس، واستشهد 4 شهداء جراء قصف الاحتلال منزلًا لعائلة «لطويل» في مخيم النصيرات وسط قطاع غزة، ونقلوا إلى مستشفى العودة واستشهد شخصان وجريح بقصف مدفعية الاحتلال مجموعة من المواطنين بمحيط الجسر على شارع البحر غرب النصيرات وسط قطاع غزة.
- أعلنت كتائب القسّام أنّها استهدفت قوات الاحتلال المتموضعة في محور «نتساريم» بعدد من صواريخ «رجوم» عيار 114 ملم وأعلنت كتائب شهداء الأقصى تجديد قصفها مقراً للقيادة والسيطرة تابعاً لإسرائيل في محور «نتساريم» بصاروخين عيار 107 وقذائف الهاون من العيار الثقيل وقتل وإصابة جنود إسرائيليين في محور نتساريم، ونشرت في وقتٍ سابق مشاهد عن الاستهداف.[414]
- أعلنت سرايا القدس قصف مفلاسيم ونيرعام في غلاف غزة برشقة صاروخية، وبثت السرايا صورًا لقصفها مدن عسقلان وسديروت وأسدود في غلاف غزة.[222]
  - أعلنت ألوية الناصر صلاح الدين بالاشتراك مع سرايا القدس قصف قاعدة «ريعيم» العسكرية شرقي المحافظة الوسطى برشقة صاروخية من طراز 107.[253]
  - أعلنت «كتائب الشهيد أبو علي مصطفى» بالاشتراك مع كتائب القسّام دك موقع القيادة والسيطرة في محور «نتساريم» جنوبي غربي مدينة غزة، بقذائف الهاون عيار 80 ملم.[253]
- أعلنت المقاومة الإسلامية في العراق أنها هاجمت بالفجر هدفاً عسكرياً إسرائيلياً في مدينة حيفا «المحتلة» بواسطة صاروخ «الأرقب» (كروز مطوّر).[415]

### 20 يوليو
قررت محكمة العدل الدولية أن احتلال إسرائيل للضفة الغربية يخالف القانون الدولي، وحثت على إخلاء المستوطنين وتعويض المتضررين. نفذ الجيش الإسرائيلي سلسلة من الهجمات القاتلة في مختلف أنحاء قطاع غزة خلال الساعات الأخيرة، مما أسفر عن مقتل 37 شخصًا على الأقل وإصابة 54 آخرين. ووصل إجمالي عدد القتلى في العمليات الإسرائيلية الآن إلى 38919 شخصًا. استهدف جيش الاحتلال الإسرائيلي منزل الصحفي محمد جاسر شمال قطاع غزة، ما أدى إلى استشهاد الصحفي محمد جاسر وزوجته وطفليه، ليرتفع بذلك عدد الصحفيين الفلسطينيين الذين قتلوا في غزة منذ السابع من أكتوبر/تشرين الأول إلى 161 صحفياً. 

### 29 يوليو
- أفادت وزارة الصحة في غزة بإستشهاد 39 فلسطينياً على الأقل وإصابة 93 آخرين في هجمات إسرائيلية خلال الساعات الأربع والعشرين الماضية، مما يرفع حصيلة الشهداء الفلسطينيين إلى 39363.[420]
- في بيت لحم، اعتقلت قوات الاحتلال الإسرائيلي سبعة مواطنين من بلدة الدوحة جنوبًا، وفي طولكرم، واعتقلت الشاب براء شريف شحرور بعد مداهمة منزله في الضاحية واعتقلت الشاب مصعب عبد ربه بالقرب من مدينة قلقيلية، وفي بيت لحم أطلقت قوات الاحتلال الرصاص الحي تجاه الشبان خلال مواجهات اندلعت في مخيم الدهيشة وشنت حملة اعتقالات وتحقيق طالت عشرات المواطنين في المخيم ودمرت صرح الشهيد جهاد الجعفري خلال اقتحام المخيم واعتقلت قوات الاحتلال محمود إبراهيم الخطيب ثوابتة ومعتصم محمد مرشد طقاطقة من بلدة بيت فجار من منطقة قبر حلوة دار صلاح شرقًا بعد احتجازهما لساعات، وفي جنين، اقتحمت قوات الاحتلال بلدة يعبد جنوب غرب المدينة، واعتقلت قوات الاحتلال الشيخ جهاد شحادة بعد اقتحام منزله في بلدة جماعين جنوب المدينة، واعتقلت نجله بعد احتجازه على حاجز المربعة وفي القدس المحتلة، واندلعت مواجهات مع قوات الاحتلال الإسرائيلي في بلدة العيساوية واعتقلت قوات الاحتلال الأسير المحرر حسن زيادة خلال اقتحامها لمخيم قلنديا شمالي القدس المحتلة.[421][422]
- أحرق مستوطنون مركبات لمواطنين فلسطينيين وخطوا شعارات عنصرية على أخرى قرب قرية قلقس جنوب الخليل، واقتحمت قوات الاحتلال بلدة دورا وداهمت مركز البلدة الثقافي.[423]
- أعلنت وزارة الصحة الفلسطينية عن تصنيف قطاع غزة كمنطقة وباء لشلل الأطفال بعد سنوات من القضاء على المرض في جميع أنحاء فلسطين وأوضحت أنه تم اكتشاف فيروس شلل الأطفال من نوع «CVPV2» في مياه الصرف الصحي.[424]
- اقتحم عشرات المستوطنون باحات المسجد الأقصى بحماية الشرطة الإسرائيلية.[425]
- أعلنت كتائب شهداء الأقصى عن إسقاط طائرتين إسرائيليتين الأولى من نوع «كواد كابتر» والثانية من نوع «سكاي لارك» أثناء تنفيذهما مهمات استخبارية في سماء قاطع شمالي غزّة وأن مقاتليها تمكّنوت من «قصف حشودات لآليات الاحتلال» بقذائف الهاون في شرقي مدينة خان يونس جنوبي القطاع ودكّ جنود العدو وآلياته في شمالي شرقي المدينة بوابل من قذائف الهاون من العيار الثقيل، فيما نشرت الكتائب مشاهد من دكَّها جنود الاحتلال وآلياته في محور التقدم شمالي شرقي مدينة خان يونس.[426]
  - قصفت كتائب الشهيد أبو علي مصطفى بالاشتراك مع ألوية الناصر صلاح الدين موقع قيادة وسيطرة العدو في «محور نتساريم» بقذائف «الهاون» من العيار الثقيل، وعرضت ألوية الناصر مشاهد من الاستهداف.[254]
- أعلنت كتائب الشهيد عز الدين القسّام استهدافها غرف قيادة الاحتلال في «محور نتساريم» جنوبي مدينة غزة بصواريخ «رجوم» قصيرة المدى ودكّها قوات الاحتلال في محيط مسجد الظلال شرقي مدينة خان يونس بقذائف الهاون.[254]
- أعلنت سرايا القدس استهدفها بوابل من قذائف الهاون «مقرّ قيادة عمليات جيش الاحتلال» في منطقة الزنة شرقي خان يونس وتجمعاً لآليات الاحتلال وجنوده شمالي شرقي خان يونس وحشوده في حي تل الهوا جنوبي غربي مدينة غزة، وتمكّنتها من قنص جندي إسرائيلي في الحي نفسه، وأعلنت الكتائب سيطرتها على طائرة إسرائيلية من دون طيار من نوع «إيفو ماكس» خلال تنفيذها مهمّات استخبارية في سماء شرقي غزة، وأعلنت استهداف قوة إسرائيلية تحصّنت في أحد المنازل في تل الهوا بقذيفة «TBG» المضادة للتحصينات وإيقاع أفرادها بين قتيل وجريح، واستهدافها برشقة صاروخية من نوع «107» «حشود الاحتلال على خط الإمداد في محور نتساريم» جنوبي مدينة غزة.[254]
- أعلنت كتائب المجاهدين استهدافها قوات الاحتلال الإسرائيلي المتمركزة في محور «نتساريم» جنوبي مدينة غزة بصاروخين من نوع حاصب «111».[254][254]
- نفذ اللواء 401 التابع للجيش الإسرائيلي هجوماً أدى إلى تدمير خزان مياه الشرب الرئيسي المعروف باسم «خزان كندا» في رفح في تل السلطان ووصف الهجوم بأنه جريمة حرب،[427] فيما قالت بلدية رفح أن تدمير الخزان سيفاقم الأزمة الإنسانية وأن الخزان يغذي رفح بـ 3000 متر مكعب يوميًا، ويعمر يعمل بقدرة تشغيلية 180 م3/ساعة وفي ظل عدم توفر إمكانيات لإنشاء خزانات بديلة أو قطع غيار لإصلاح ما تم تدميرها وأن التكلفة الإجمالية لإنشاء الخزان تقدر بنحو مليون و700 ألف دولار أمريكي بتمويل من عدة مؤسسات دولية.[428]
- أفادت وزارة الصحة في غزة بإستشهاد 37 فلسطينياً على الأقل وإصابة 73 آخرين في هجمات إسرائيلية خلال الساعات الأربع والعشرين الماضية، مما يرفع حصيلة الشهداء الفلسطينيين إلى 39400.[429]
- هدمت قوات الاحتلال الإسرائيلي بناية سكنية من 4 طوابق تعود لـ3 عائلات فلسطينية وبركسا وأرضية دفيئة زراعية وبئر مياه، واقتلعت أشجارا ومزروعات في بلدة بيت عوا جنوب غرب الخليل وبلدة دوما جنوب شرق نابلس.[430]
- انسحب الجيش الاسرائيلي من شرق خان يونس، وعاد الآلاف من النازحين لمناطق هم وانتشل مئات جثامين الشهداء.[431][432]
- استشهد عدد من المدنيين وإصابة آخرين في قصف إسرائيلي استهدف منزلًا في بلدة عبسان الجديدة شرقي مدينة خان يونس.[433]
- انتشل الدفاع المدني جثمان شهيدة و6 مصابين جراء قصف إسرائيلي لشقة سكنية في أبراج مدينة حمد السكنية في مدينة رفح جنوب قطاع غزة.[259]
- قصفت طائرات إسرائيلية مجموعة من المدنيين بمحيط مدرسة الفردوس غربي مدينة رفح، ما أسفر عن استشهاد 5 فلسطينيين.[259]
- استشهد 3 فلسطينيين في قصف استهدف منزلًا لعائلة العواودة في مخيم البريج جنوب مدينة غزة، وانتشلت طواقم الإسعاف جثامين 3 شهداء من منطقة الصبرة بمدينة غزة.[259]
- استشهد 3 فلسطينيين وأصيب آخرون في قصف استهدف محيط قرب دوار الكويت، ومنزلًا بحي النصر في مدينة غزة.[259]
- استشهاد فلسطيني في قصف إسرائيلي استهدف منطقة تل الهوى جنوب مدينة غزة.[259]
- استشهدت فلسطينية في قصف مدفعي على حي الشجاعية شرقي مدينة غزة.[259]
- أطلقت قوات الاحتلال الرصاص على شاب فلسطيني بزعم محاولته تنفيذ عملية طعن في الخليل ومنعت الطواقم الطبية من الوصول إليه، ما أدى إلى استشهاده،[434] وأصيب آخر بالرصاص الحي في مخيم رأس العين غربي نابلس واعتقلت شابين، وأصيب شاب آخر بالرصاص الحي قرب بوابة حبلة جنوبي قلقيلية، واقتحمت قوات الاحتلال بلدة نحالين غرب بيت لحم وأصيب شاب فلسطيني برصاص الاحتلال في مخيم شعفاط بالقدس بعدما اقتحم جيش الاحتلال المخيم وأطلقوا الرصاص وقنابل الصوت والغاز تجاه السكان والمحال التجارية والمنازل، وشنت حملة اعتقالات في محافظات رام الله وبيت لحم وقلقيلية ونابلس وطولكرم والقدس وداهمت أحد المنازل واعتقلت شابا في بلدة سلواد واقتحمت وادي السمن جنوب الخليل وبلدة بيت أمر شمالها واعتقلت شاب في بلدة تقوع جنوبي مدينة بيت لحم.[435]
- شنت إسرائيل غارة في الضاحية الجنوبية في بيروت، لبنان، وقالت إنها استهدفت فؤاد شكر القائد في حزب الله الذي اتهمته بالمسؤولية عن هجوم مجدل شمس،[436][437] أسفرت الضربة عن مقتل شكر ومستشار إيراني وخمسة مدنيين وإصابة 80 آخرين وفقًا لوزارة الصحة اللبنانية.[438]
- نقلت إسرائيل 3 كتائب مخصصة لغزة وقوات من الضفة لقاعدة بيت ليد التي اقتحامها متظاهرون يمينيين احتجاجاً على اعتقال جنود متهمين في تعذيب اعتداء جنسي على أسير فلسطيني.[439]
- قُتل شخص واحد بعد هجوم صاروخي من حزب الله على نستوطنة هاجوشريم في شمال إسرائيل، وقالت إسرائيل أنها ضربت نحو 10 أهداف لحزب الله في سبع مناطق مختلفة في جنوب لبنان، ما أدى إلى مقتل مقاتل.[440]
- هاجم حزب الله «كتيبة السهل» في مستوطنة بيت هليل الإسرائيلية رداً على هجوم إسرائيلي على جبشيت وبيت ليف في جنوب لبنان.[441]
- قصفت الولايات المتحدة قاعدة جنوب بغداد في العراق تستخدمها قوات الحشد الشعبي، مما أسفر عن استشهاد أربعة وإصابة ثلاثة آخرين.[442]
- أعلنت سرايا القدس استهدافها حشود الاحتلال في محيط مسجد البراء في حيّ تل الهوا في مدينة غزة بوابل من قذائف «الهاون» وأعلنت كتائب شهداء الأقصى «دكّ حشود الاحتلال المتمركزة» في تلة الحشاشين غربي مدينة رفح ونشرت مشاهد توثّق استهدافها قوات الاحتلال وتمركزاً لآلياته في محور «نتساريم» في مدينة غزة بقذائف «الهاون» النظامي والثقيل.[443]

### 31 يوليو
- أفادت وزارة الصحة في غزة بإستشهاد 45 فلسطينياً على الأقل وإصابة 77 آخرين في هجمات إسرائيلية خلال الساعات الأربع والعشرين الماضية، مما يرفع حصيلة الشهداء الفلسطينيين إلى 39445.[444]

## سبتمبر
واصلت إسرائيل هجماتها على قطاع غزة، ما أدى إلى مقتل 28 شخصا على الأقل في اليوم الأخير. وتقول وزارة الصحة في غزة إنه بحلول نهاية سبتمبر/أيلول، قُتل أكثر من 41 ألف فلسطيني في الحرب بين إسرائيل وحماس، أكثر من نصفهم من النساء والأطفال.

## أكتوبر

### 1 أكتوبر
- قُتل ما لا يقل عن 32 شخصًا بسبب الغارات الجوية الإسرائيلية على جنوب غزة خلال الليل وحتى يوم الأربعاء، وفقًا لمسؤولين طبيين فلسطينيين.[447] أطلق شخصان مجهولان النار على ثمانية أشخاص في يافا جنوب تل أبيب، ما أدى إلى مقتلهم. [448][449]

### 24 أكتوبر
- استهدفت غارة جوية إسرائيلية مدرسة كانت توفر مأوى للفلسطينيين النازحين في غزة، مما أسفر عن مقتل 17 شخصًا على الأقل، معظمهم من النساء والأطفال، بما في ذلك طفل يبلغ من العمر 11 شهرًا. بالإضافة إلى ذلك، أصيب 42 آخرون في الهجوم.[450]

### 25 أكتوبر
- نفذ الجيش الإسرائيلي عدة عمليات قاتلة في أنحاء غزة، حيث أسفر الهجوم الأخير في خان يونس عن مقتل 28 شخصًا.[451]

### 27 أكتوبر
أفاد مسؤولون في غزة أن القوات الإسرائيلية قتلت صحفيين اثنين آخرين في القطاع المحاصر، مما يرفع إجمالي عدد العاملين في مجال الإعلام الذين فقدوا أرواحهم في غزة منذ بداية الصراع إلى 182.

### 28 أكتوبر
فقد ما يقرب من 1000 شخص حياتهم منذ استأنفت إسرائيل العمليات العسكرية في شمال غزة في أوائل أكتوبر. ووفقًا لوزارة الصحة في غزة، بلغ إجمالي عدد القتلى في غزة خلال الصراع 43020 على الأقل، مع إصابة 101110 آخرين.